# Mégalithe

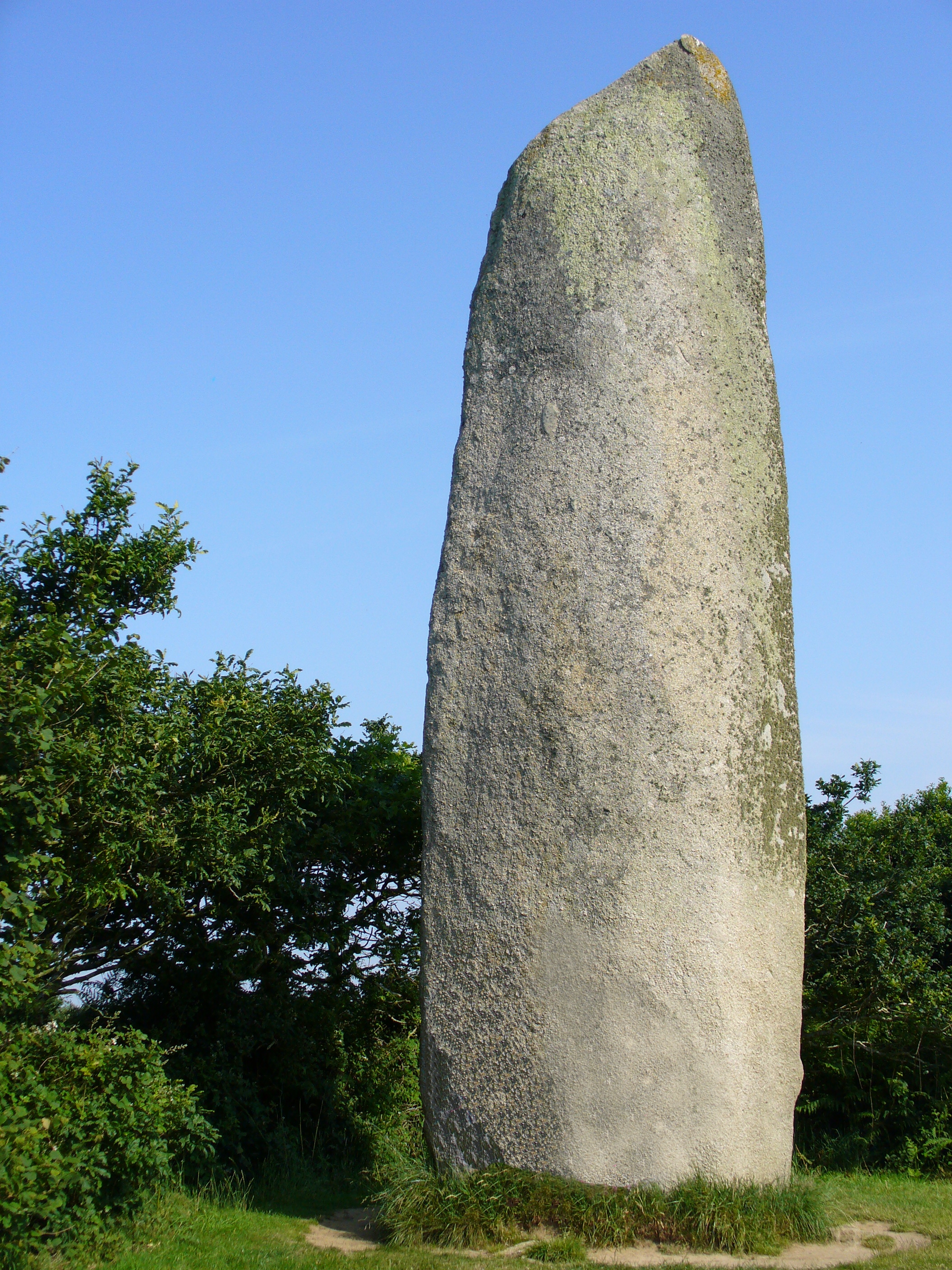
Menhir de Kerloas, le plus grand menhir encore dressé en France.

Un mégalithe (en grec ancien μέγας / mégas, « grand » et λίθος / líthos, « pierre ») est une construction monumentale liée au mégalithisme (au sens strict et archéologique du terme), constituée d’une ou de plusieurs pierres brutes de grandes dimensions peu ou pas taillées, érigées sans mortier ni ciment pour fixer la structure. L'usage a toutefois conduit progressivement à regrouper sous l'unique terme de « mégalithe » tout un ensemble de constructions (en pierres principalement) ou de monuments, avec des architectures très variées et des fonctions distinctes (souvent funéraires mais pas uniquement), érigées partout dans le monde à des époques diverses. Le terme est donc utilisé de manière très générique et désigne des réalités archéologiques très divergentes.

## Définitions et typologie

### Étymologie
Le mot « mégalithe » est un néologisme apparu dans le courant du XIXe siècle formé à partir des deux mots en grec ancien μέγας / mégas (« grand »), et λίθος / líthos (« pierre »). Étymologiquement, un « mégalithe » désigne donc une « grande pierre ». L'adjectif megalithic est utilisé pour la première fois par Algernon Herbert dans un ouvrage publié en 1849 et le substantif « megalith » apparaît dans un article de Frederick Lukis (en) en 1853. En France, l'adjectif « mégalithique » est utilisé dès 1850 et adopté au Congrès international d'anthropologie et d'archéologie préhistoriques de Paris de 1867, qui décide de remplacer l'expression « monuments celtiques » par celle de « monuments mégalithiques ». Dès le congrès de 1867, il apparaît que les dénominations « monuments mégalithiques » ou « mégalithes » englobent des monuments très différents, ce qui ne satisfait pas tous les spécialistes de l'époque ni ceux d'aujourd'hui.

« J'ai déjà fait remarquer que notre mot mégalithique n'est pas heureux et que des monuments très différents sont compris sous ce nom (...) Cette confusion, qui est une suite des erreurs que nous a léguées le passé, durera encore longtemps malheureusement. »

— Jens Jacob Asmussen Worsaae, Congrès de Paris, 1867.

Quelques mégalithes dans le monde
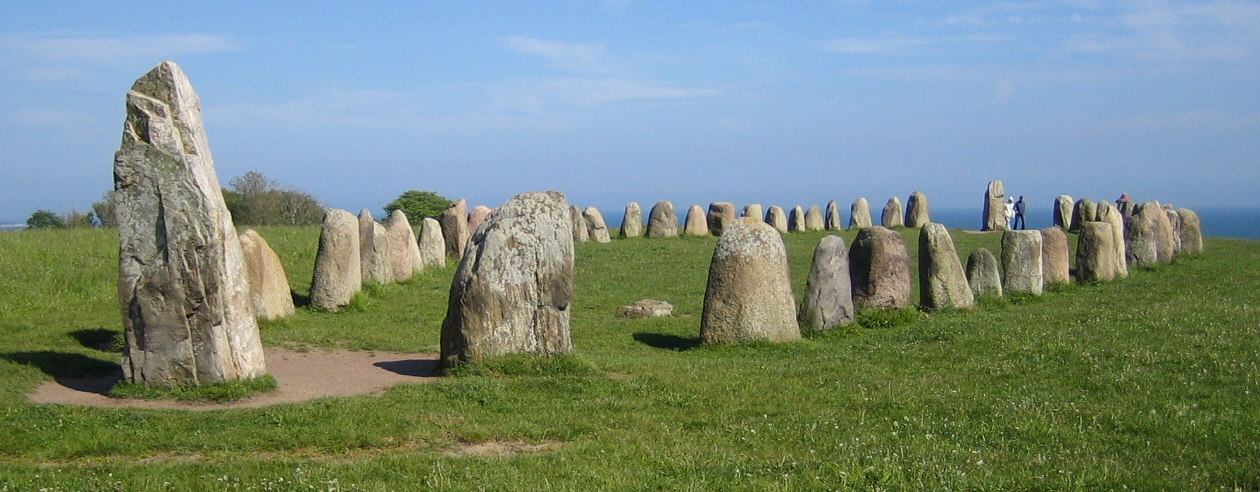
Mégalithes de Ale en Suède.
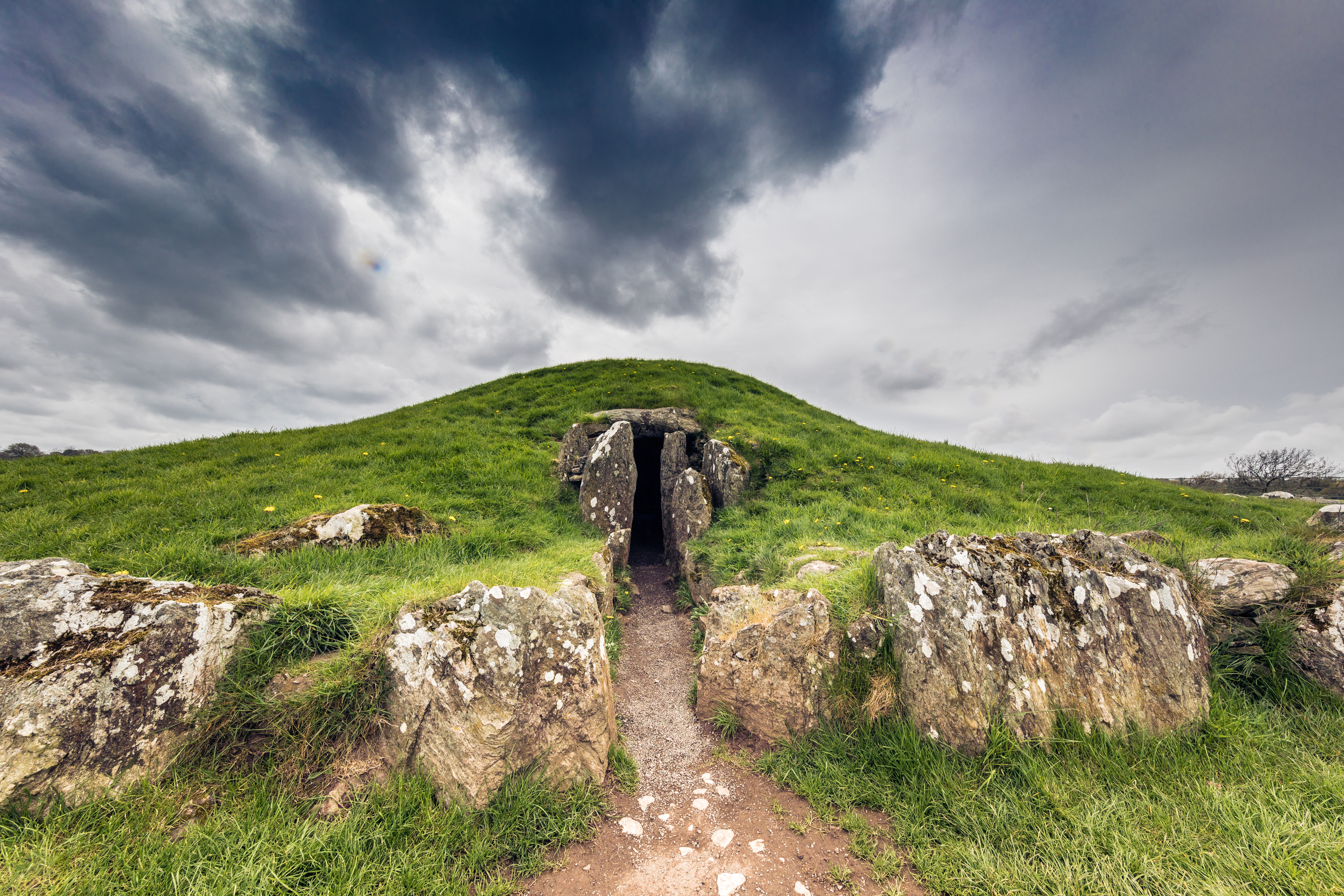
Bryn Celli Ddu au Pays de Galles.
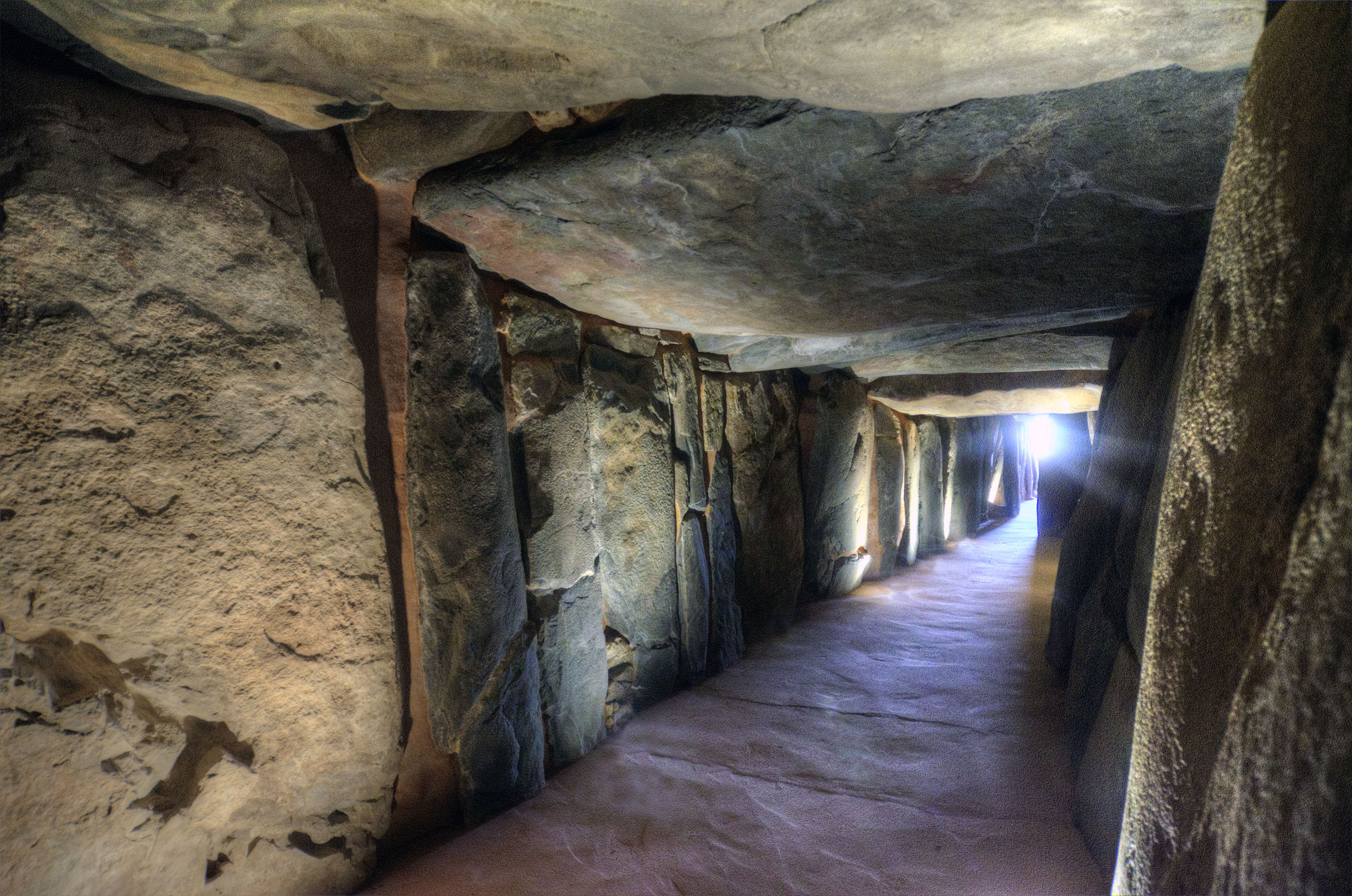
Dolmen de Soto en Espagne.
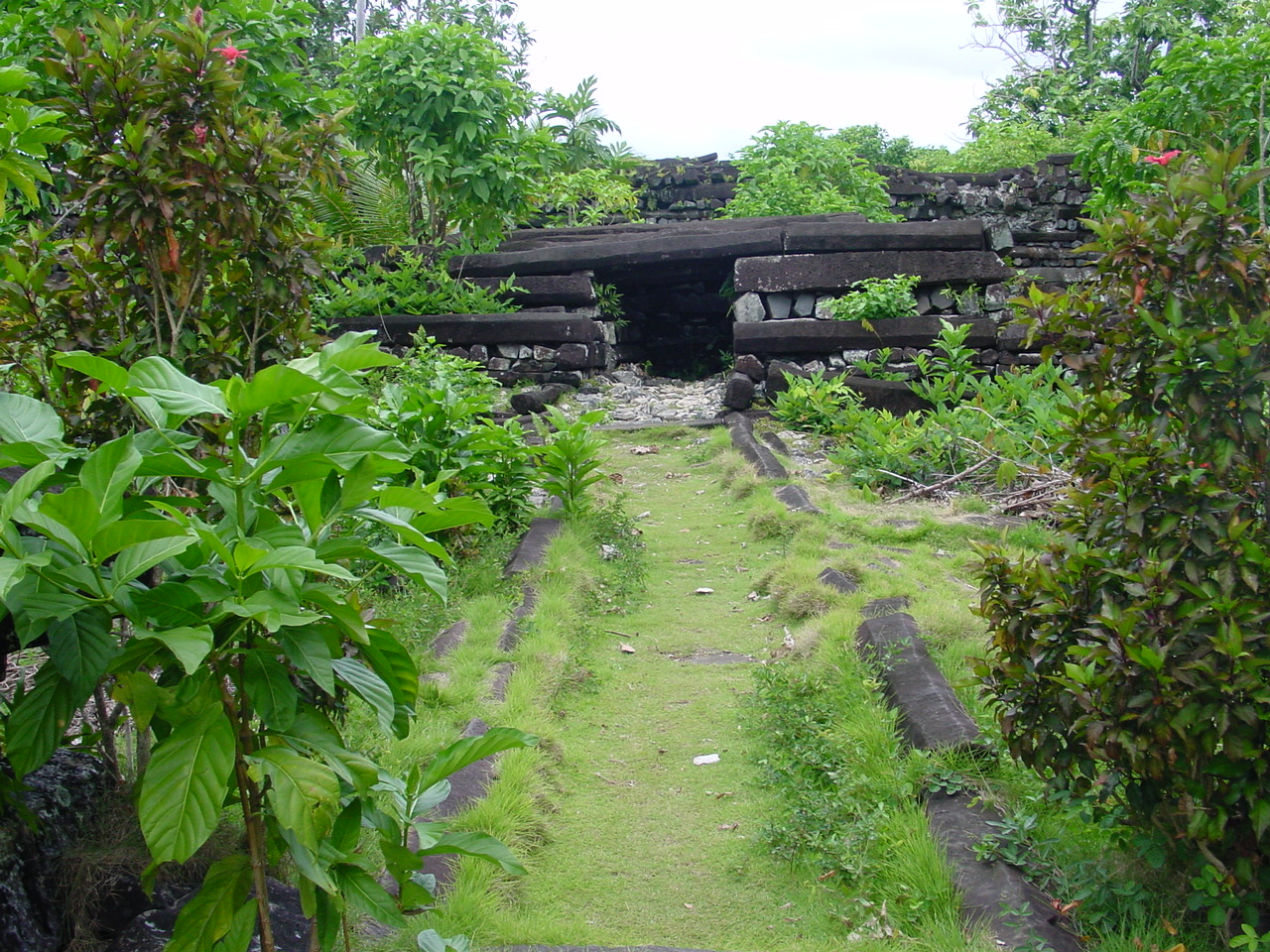
Nan Madol des États fédérés de Micronésie.
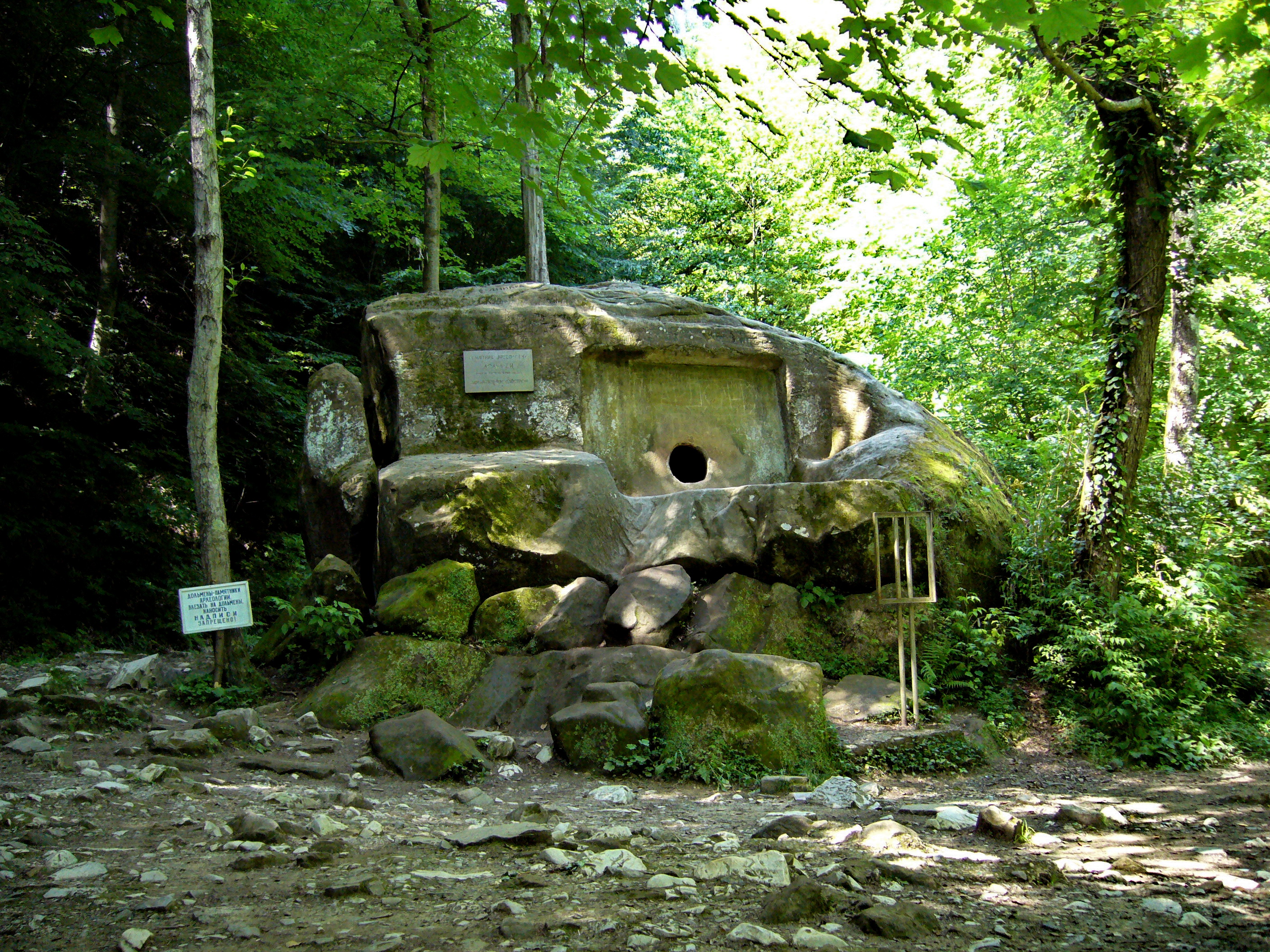
Dolmen de Volkonka en Russie européenne.
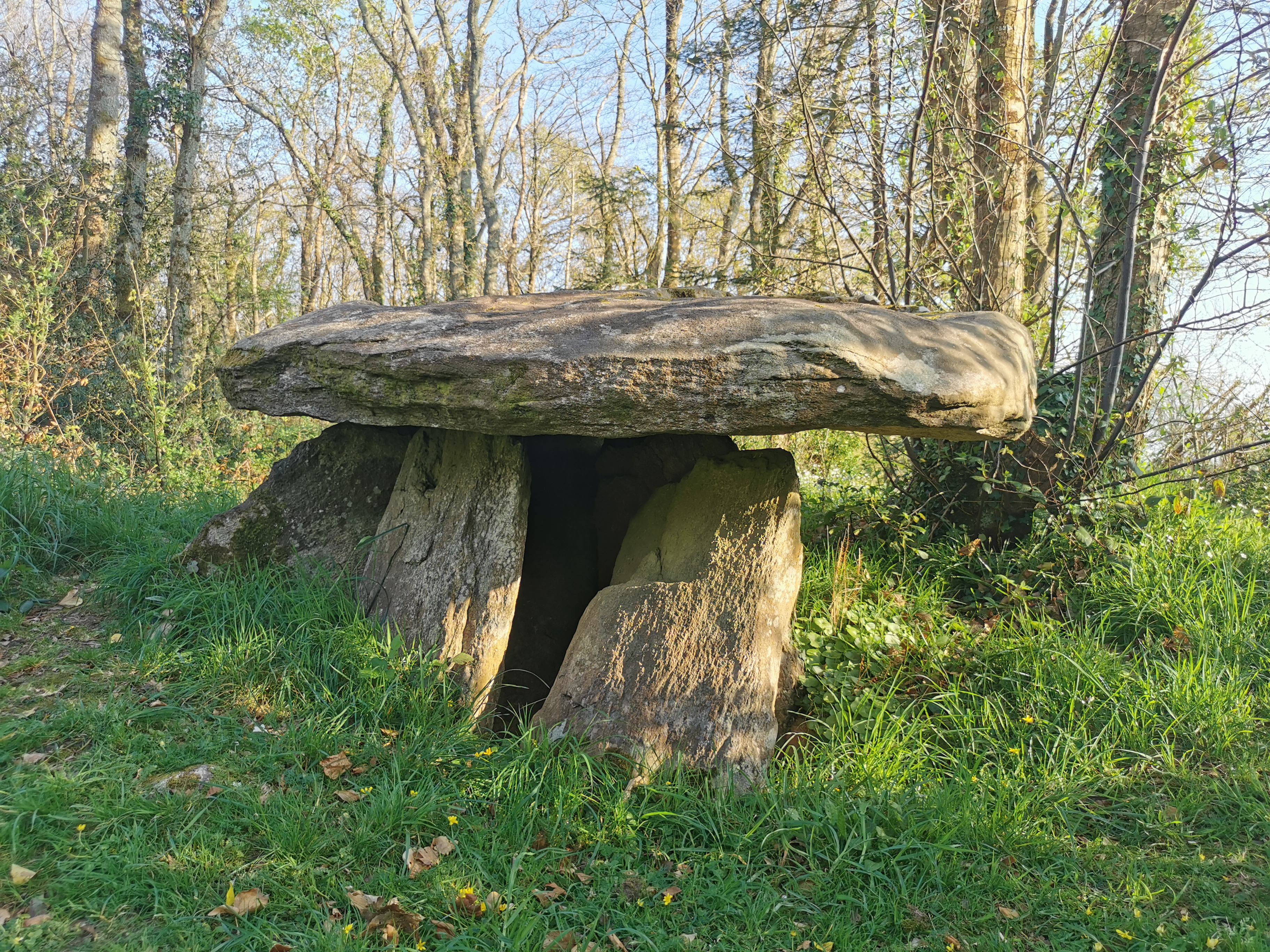
Dolmen de Kerineg, en France

### Problèmes de définition
À l'origine, la définition admet implicitement qu'un mégalithe est une pierre brute, le qualificatif est d'ailleurs toujours présent dans les définitions données par les dictionnaires du Grand Robert (« monument de pierre brute de grandes dimensions (ex. dolmen, menhir) ») et de l'Académie (« monument préhistorique constitué d’un gros bloc de pierre brute ou de plusieurs blocs assemblés ou disposés de manière régulière. Les menhirs, les cromlechs, les dolmens sont des mégalithes. ») alors qu'il disparaît dans celles données dans le vocabulaire d'architecture (« monument préhistorique formé de blocs de pierre de grande dimension ») et dans celui des préhistoriens (« bloc de pierre de grandes dimensions dont on a fait un usage monumental. Par extension, construction utilisant de tels blocs »).
Toutes les définitions précisent qu'un mégalithe est un monument et il y  assimilation du tout à la partie ainsi par une « extension sans doute abusive, un monument construit de blocs mégalithiques est souvent lui-même appelé mégalithe ». Par extension, le regroupement des monuments de même type, bien qu'édifiés selon des procédés architecturaux différents, conduit  à qualifier de « mégalithe » un monument qui n'est pas au sens propre mégalithique (i.e constitué de grandes pierres) : ainsi, parmi les dolmens qui sont classés comme étant des mégalithes, il existe des dolmens construit sans grande pierre. Par convention, on inclut donc dans les mégalithes des monuments qui ne sont pas construits uniquement avec de grandes pierres, voire uniquement avec des pierres de dimensions très réduites et a contrario, on en exclut toutes les constructions dites cyclopéennes (pyramides d'Égypte, temples incas) qui « sont exclues de la famille des monuments mégalithiques et ce, quelle que soit la dimension des blocs en question ». Ainsi à partir du choix d'un matériau (la pierre), la définition du mot « mégalithe » conduit à un type de monuments et d'un type de monuments à un regroupement de types en une seule et même super-catégorie et de celle-ci à un phénomène, le mégalithisme, dont la définition stricte est tout aussi problématique.
De même, l'association fréquente entre un type de structure mégalithique (dolmens, allées couvertes...), et sa fonction (funéraire) peut aussi conduire à restreindre l'usage du terme « mégalithe » « non plus pour désigner une structure de morphologie spécifique mais une structure funéraire de grande taille ». Bien qu'en Europe la connotation funéraire des mégalithes soit la plus fréquente, il n'existe aucune fonction univoque rattachée à la notion de mégalithe.
Dans les cas les plus communément admis, un mégalithe peut tout aussi bien être défini par les modalités de sa construction (utilisation d'une ou plusieurs pierres de grandes dimensions, érigées ou utilisées dans une construction sans l'aide de mortier ou de ciment pour en fixer la structure) que par sa fonction (sépulture individuelle ou collective, édifice à vocation astronomique ou religieuse).

« Ainsi l'usage est venu d'appeler « mégalithes » des monuments qui ne méritent pas exactement cette qualification, bien que se rattachant au même ensemble de civilisation, et qu'au fond la masse totale des matériaux accumulés soit du même ordre de grandeur »

— Pierre-Roland Giot, Préhistoire en Bretagne

Quelques mégalithes dans le monde
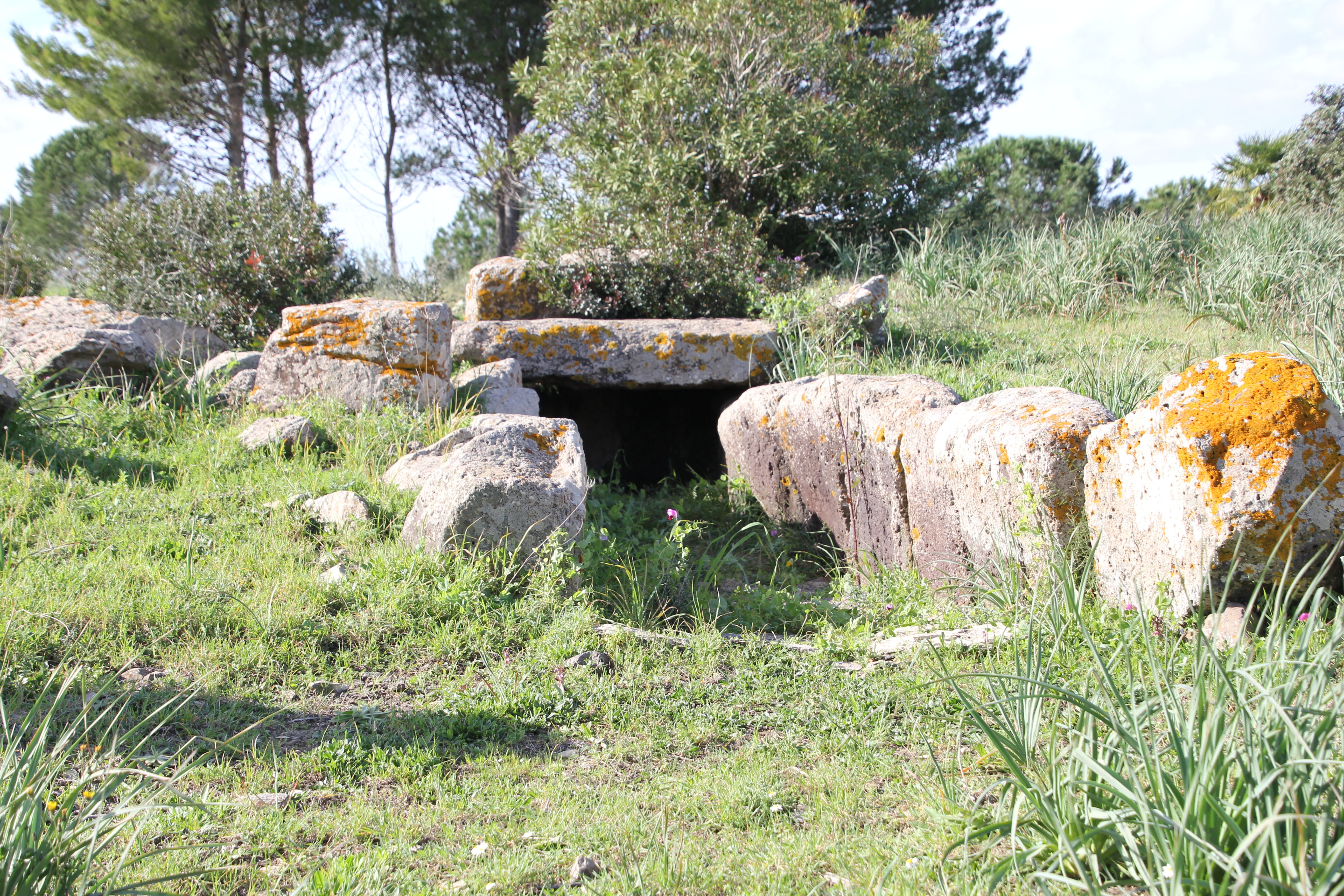
Tombe des géants de Sedda sa Caudeba en Sardaigne
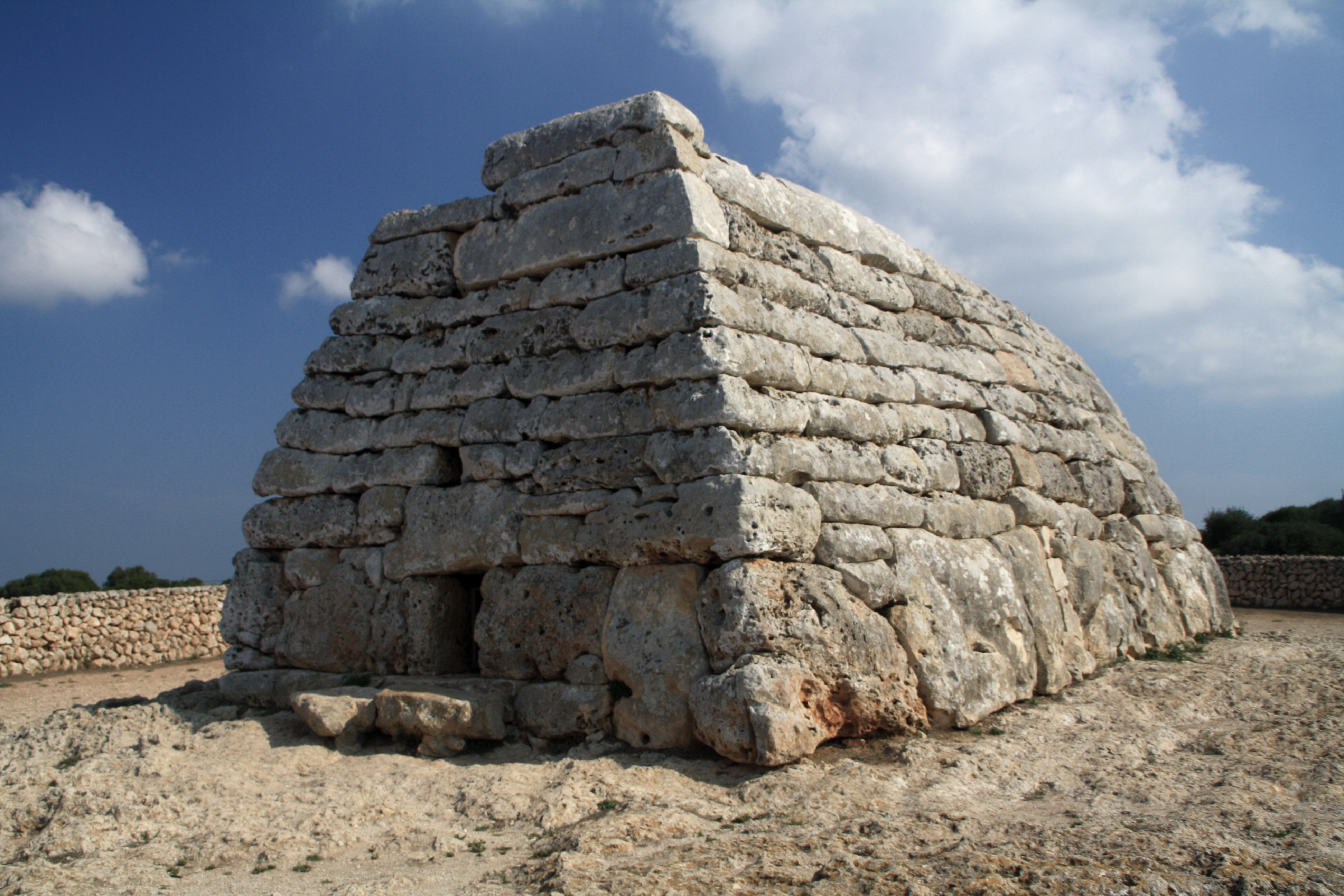
Naveta d'Es Tudons à Minorque.
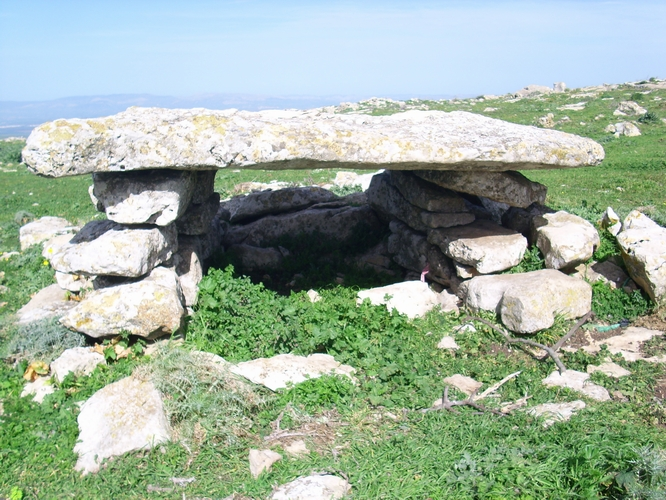
Dolmen du djebel Gorra en Tunisie.
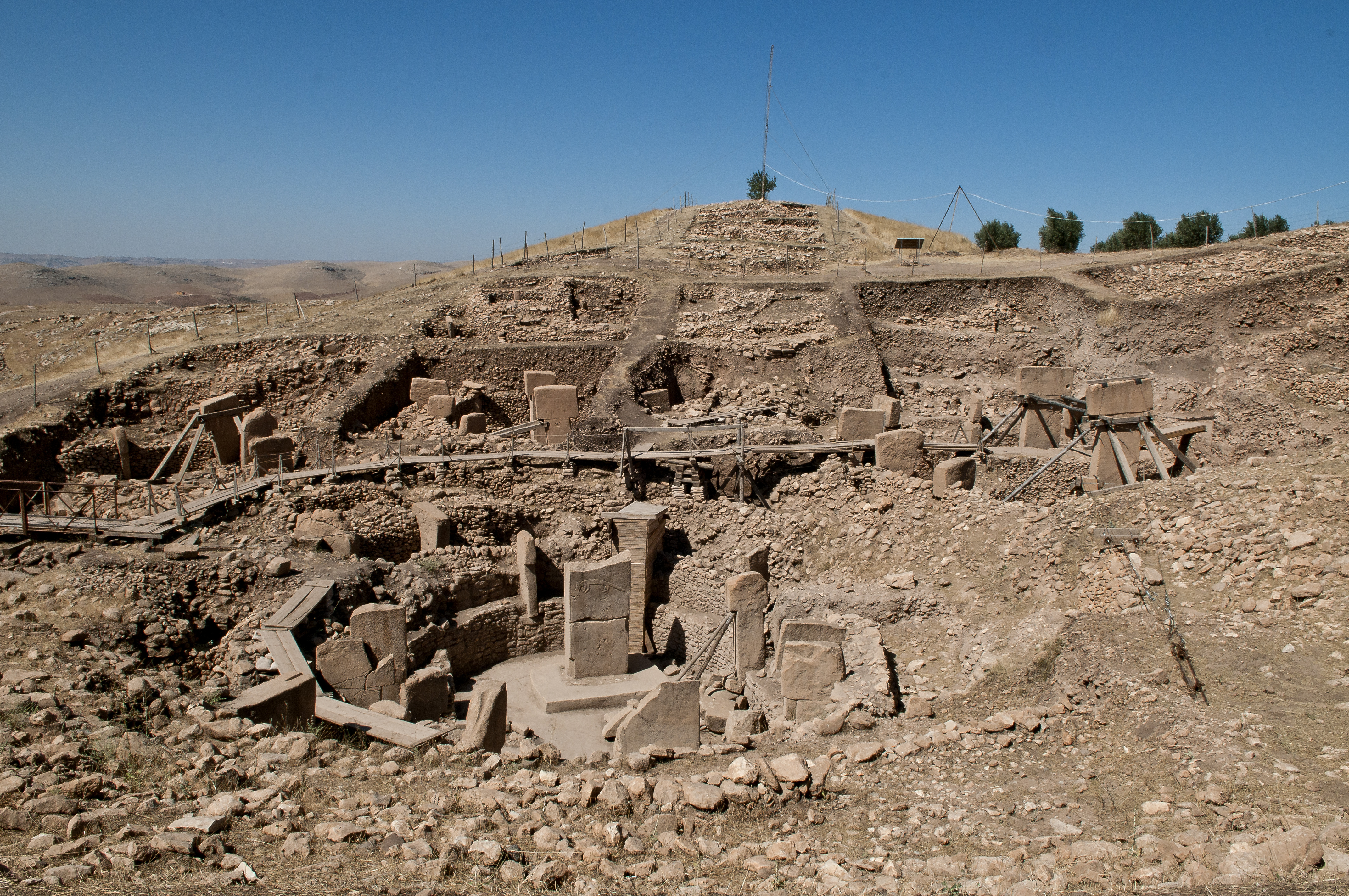
Göbekli Tepe en Turquie.
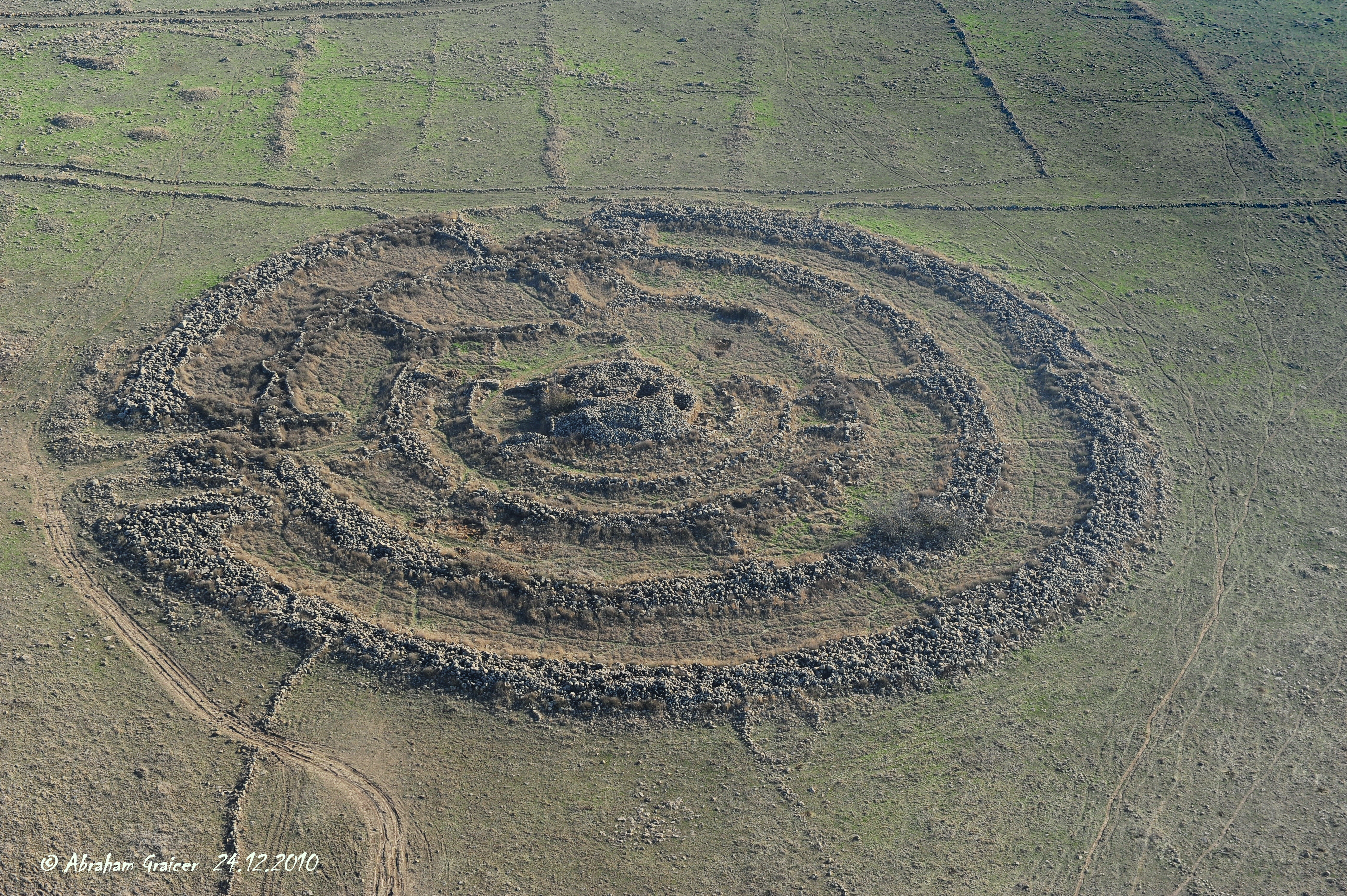
Rujm el-Hiri sur le plateau du Golan.

### Typologie
« La terminologie utilisée est assez variée, quelquefois ancienne, mêlant la forme, les matériaux et parfois la signification. Elle souligne les liens entre l'histoire de l'archéologie et ces monuments, depuis les prémices les plus anciennes, jusqu'aux découvertes les plus récentes de l'archéologie contemporaine. »

— Anne Lehoërff, Préhistoires d'Europe
On classe ainsi généralement parmi les mégalithes les monuments en pierre suivants :
- les pierres dressées[11] plantées verticalement en terre, constituées d'un seul bloc à l'état brut ou retravaillées, qu'elles soient isolées (menhirs, stèles, statues-menhirs, taulas), alignées selon une direction approximative (alignement mégalithique), disposées de manière à constituer des enceintes plus ou moins complètes (improprement appelées cromlechs), associées à des terrassements spécifiques (henges) ;
- les constructions préhistoriques à vocation funéraire intégrant dans leur architecture des pierres de grande taille : dolmens, coffres mégalithiques, chambres sous tumulus, navetas des îles Baléares, tombe des géants de Sardaigne, bateaux de pierre de Scandinavie ;
- des sépultures préhistoriques (hypogées, grottes, abris, sépultures sous dalle) dites « mégalithiques » uniquement en raison de l'utilisation de dalles pour en obturer l'accès[10] ;
- divers monuments préhistoriques, parfois uniques en leur genre, construit avec des pierres monumentales ou avec une accumulation de pierres : Göbekli Tepe, temples mégalithiques de Malte, Rujm el-Hiri, Atlit Yam, Stonehenge... ;
- les polissoirs constitués par des rochers naturels non mobiles, et donc laissés en place, utilisés durant le Néolithique.

Hors d'Europe, où le terme « mégalithe » est généralement utilisé seulement pour désigner des constructions datées de la Préhistoire (du Néolithique à l'âge du bronze), ce mot peut être appliqué à des constructions comportant de grandes pierres, mais édifiées postérieurement à la Préhistoire : cercles mégalithiques de Sénégambie en Afrique de l'Ouest, site de Nan Madol en Micronésie, statues de l’île de Pâques, cercle de Calçoene au Brésil, etc.
Certains chercheurs pensent qu'au Néolithique existaient à côté des mégalithes leurs équivalents en bois, appelés « dolmens et menhirs en bois », ou désignés par l'expression parallèle « mégaxyle » (du grec xylon, « bois »).

## Distribution géographique dans le monde
Des mégalithes ont été érigés dans de nombreux endroits du monde à des époques très différentes.

### Europe

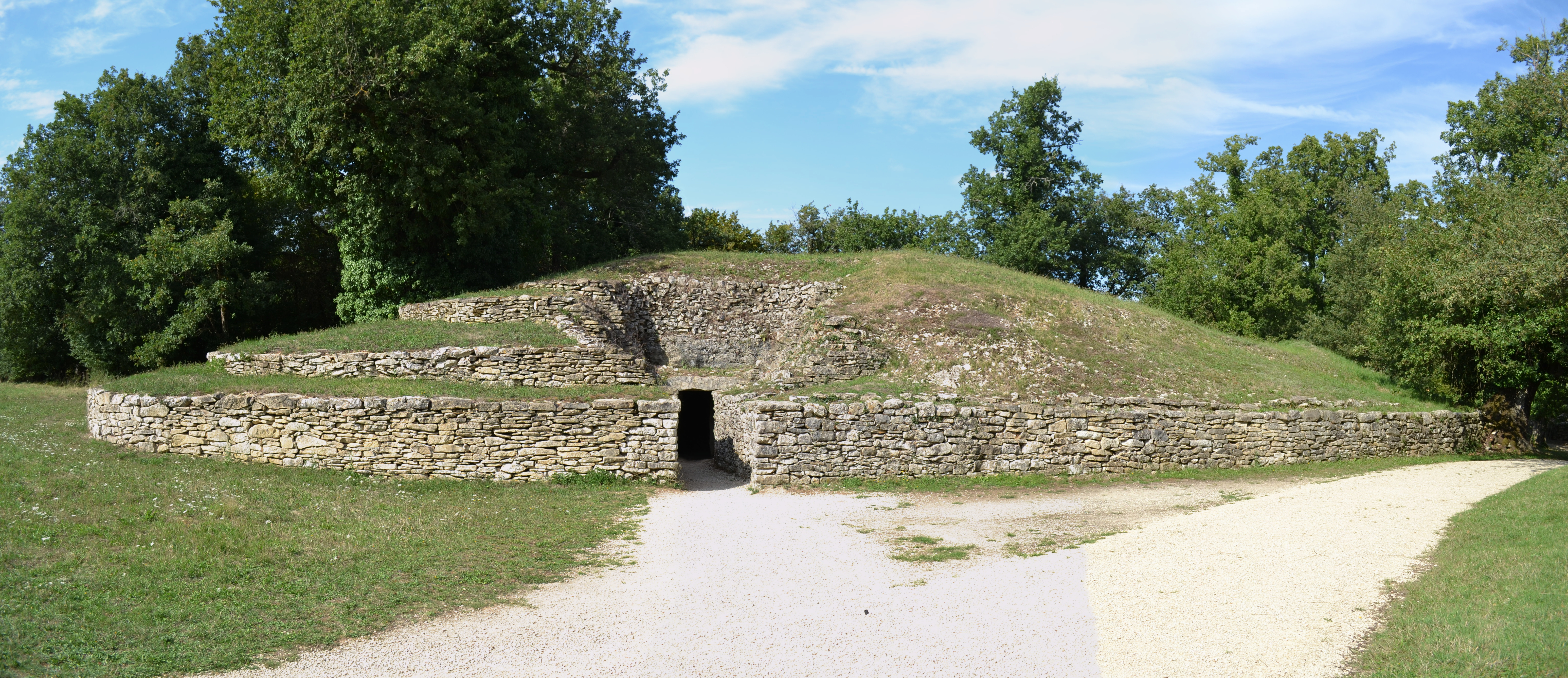
Tumulus de Bougon en Deux-Sèvres.

En Europe où subsistent aujourd'hui quelque 50 000 mégalithes, les estimations se répartissent comme suit pour les monuments mégalithiques funéraires : « 5 500 à 6 000 au Danemark ; 700 à 800 en Suède (auxquels il faut ajouter 30 monuments détruits) ; un petit nombre en Norvège ; 1 300 à 1 400 en Allemagne ; 55 aux Pays-Bas (auxquels il faut ajouter 30 monuments détruits) ; quelques-unes en Belgique et en Suisse ; 6 000 à 6 500 en France ; 1 200 à 1 500 en Irlande ; 1 500 à 2 000 en Grande-Bretagne, îles de la Manche comprises ; 6 000 à 7 000 dans la Péninsule ibérique (Portugal, Espagne et Baléares) ; et un millier en Italie et dans les îles de la Méditerranée. Les chiffres concernant les autres catégories de monuments — pierres levées (menhirs), allées de pierres (alignements) et cercles de pierres levées — sont encore plus vagues ». Quelques milliers en Europe atlantique, avec notamment la Bretagne « qui compte à elle seule plus d'une centaine d'alignements connus, totalisant plus de 3 000 pierres levées, tandis que le nombre de menhirs subsistant de nos jours est estimé entre 1 000 et 1 200, 180 d'entre eux étant classés aux termes de la loi ».
En Europe de l'Ouest, la néolithisation des régions côtières atlantiques coïncide avec les premières constructions de la côte de l’Atlantique et le début du mouvement mégalithique à l'origine des 35 000 mégalithes connus dans cette région,. C'est sur la façade atlantique que l'on trouve les plus anciennes constructions mégalithiques dont l'ancienneté a été établie par datation au carbone 14 (cairns de l'île Guénioc et de Barnenez).

### Afrique

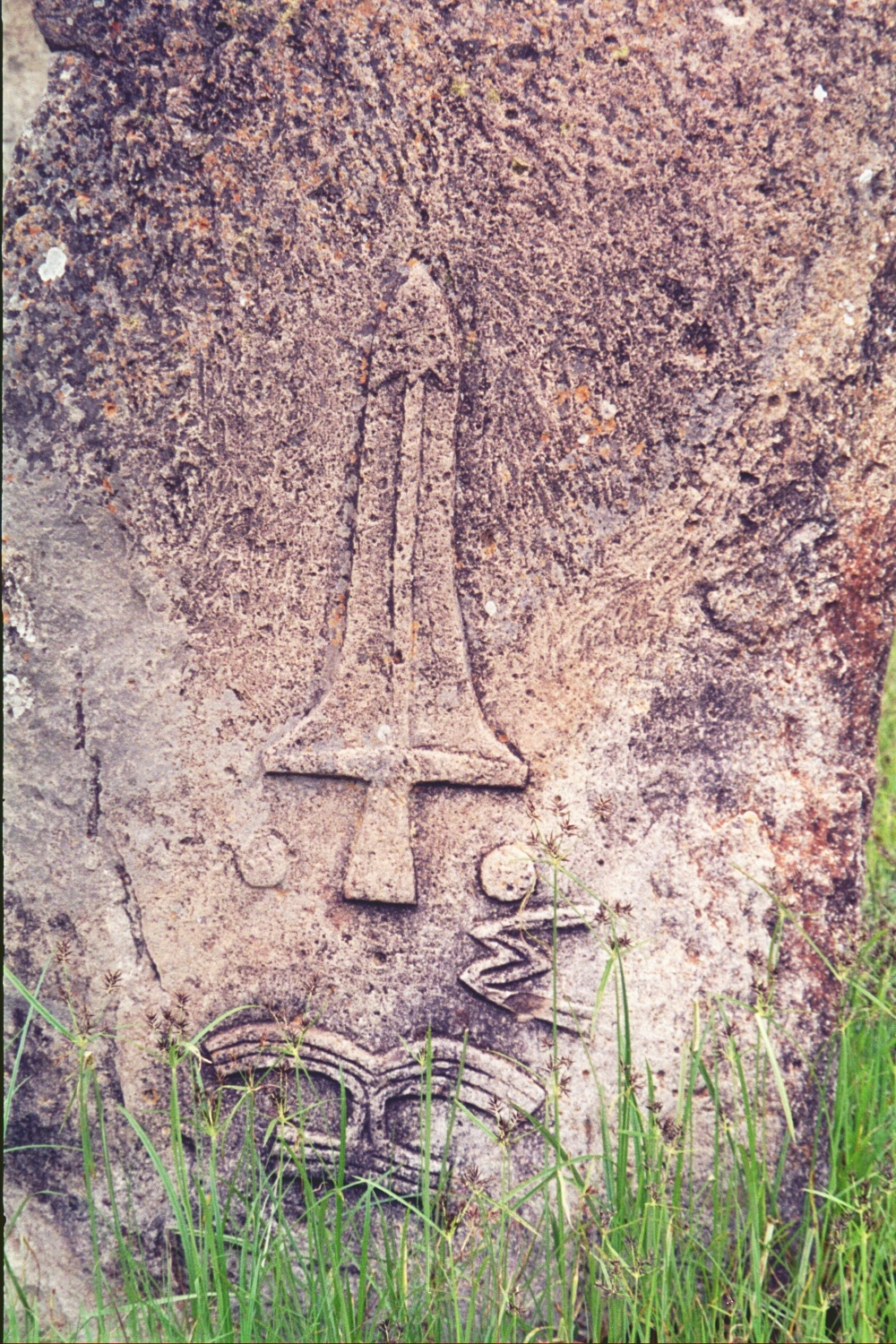
Détail d’un des monuments du champ de stèle de Tiya, Éthiopie, Patrimoine mondial de l'UNESCO

En Égypte, le site de Nabta Playa est le seul site mégalithique connu. Au Soudan, des pierres ont été dressées dans le bassin de Kerma dès 4600 av. J.-C. et les pierres dressées de la frontière soudano-erythréenne peuvent être mises en relation avec les stèles du Royaume d'Aksoum. Dans la corne de l'Afrique, des pierres dressées ont été signalées à Djibouti, au Somaliland et il existe une longue tradition de pierres dressées au sud de l'Éthiopie et au nord du Kenya (Kalokol).
C'est en Éthiopie que se trouve encore aujourd'hui la plus grande concentration de mégalithes de tout le continent africain. Ils sont de trois types : des cistes dolméniques, des tumulus sans chambre et des stèles, qui se comptent par milliers dans le Choa et le Sidamo. Dans le district (wereda) du Soddo au sud d'Addis-Abeba, quelque cent soixante sites archéologiques ont été découverts jusqu'à présent, dont celui de Tiya, inscrit au patrimoine mondial de l’UNESCO.
En Afrique du Nord, des pierres dressées et des monuments para-mégalithiques sont visibles dans tout le Sahara. Au Maroc, Gabriel Camps a signalé un dolmen aux environs d'Oudja; le site mégalithique le plus connu est le cromlech de M'zora, site unique en son genre. En Algérie et en Tunisie, on peut voir des concentrations regroupant des milliers de monuments dans de vastes nécropoles (Bou-Nouara, Roknia, Gastel, djebel Gorra...). Les dimensions des dolmens nord-africains sont assez variables mais sans commune mesure avec les dolmens européens bien qu'il existe aussi des monuments assimilables à des allées couvertes au nord de l'Algérie (Aït Raouna, Aït Garet).
En Afrique centrale (région de Djohong au Cameroun, région de Bouar en République centrafricaine), les monuments mégalithiques se caractérisent par des tumulus de faible envergure, parfois de simples plateformes de pierres, surmontés de pierres dressées. Au Mali, des ensembles mégalithiques sont connus dans différentes régions, les plus spectaculaires étant ceux de Tondidarou. Au moins 200 sites mégalithiques ont été recensés en Sénégambie, dans un espace limité entre les fleuves Gambie au sud et Saloum au nord, dont plusieurs classés au patrimoine mondial de l'UNESCO (Siné Ngayène, Wanar, Wassu, Ker Batch). Ils sont datés d'une période qui s'étend du IIIe siècle av. J.-C. au XIVe voire peut-être au XVIe siècle de notre ère,,. Au Burkina Faso, il existe des tombes en hypogée surmontées d'un tertre supportant des pierres sculptées (dont certaines présentant une silhouette anthropomorphe). Dans la province d'Ogoja au sud-est du Nigeria plus de 300 pierres gravées, appelées localement akwanshi, ont été inventoriées.
Les mégalithes de Madagascar datent des trois derniers siècles et comportent de fortes influences indonésiennes.

### Asie

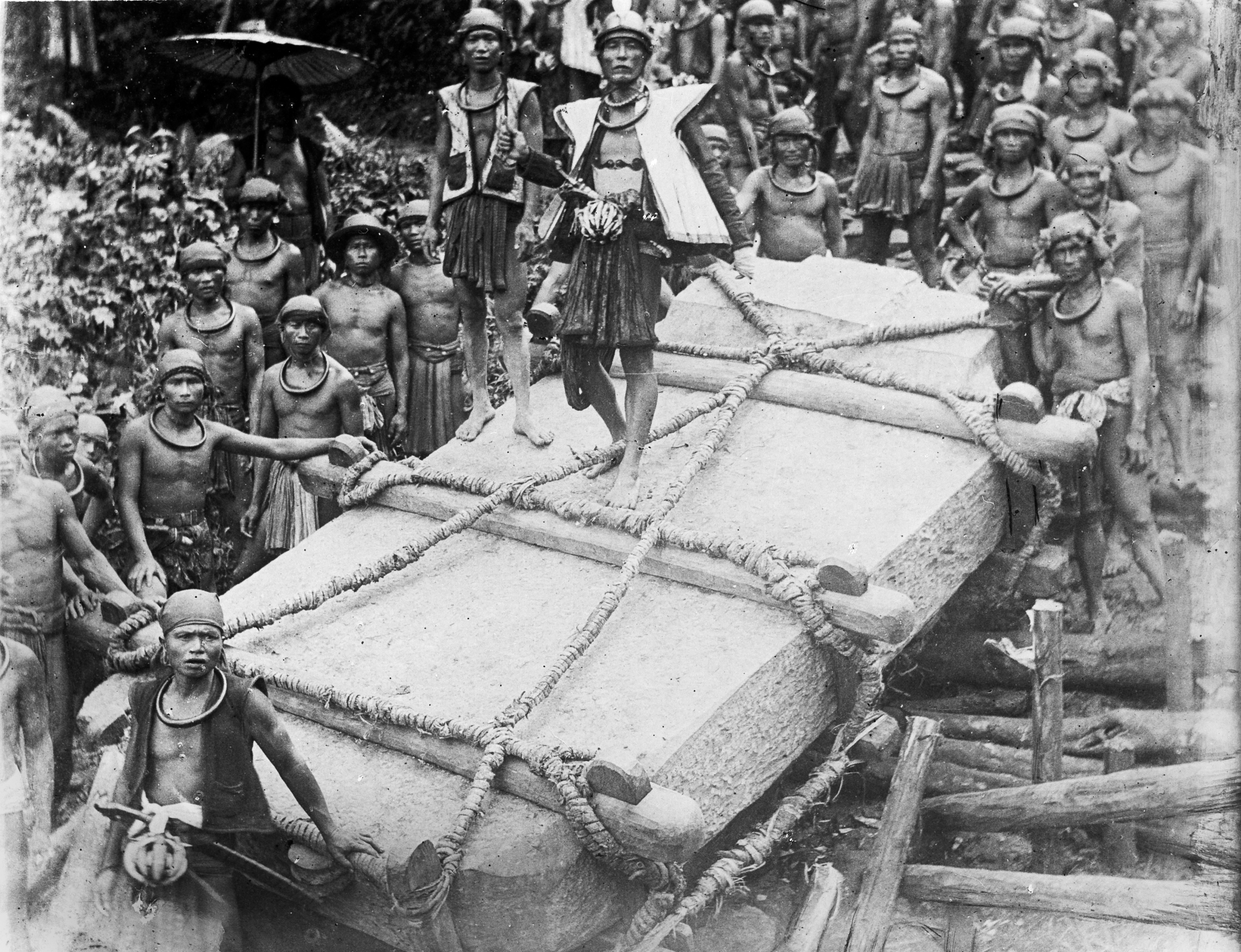
Transport d'un mégalithe en Indonésie (photographie prise vers 1915).

Au Proche-Orient, les mégalithes correspondent très majoritairement à des monuments de type dolmens et chambres sous tumulus et sont généralement concentrés dans des nécropoles pouvant comporter des centaines de monuments (Syrie, Liban, Jordanie, Israël). Les pierres levées monumentales sont peu fréquentes (un peu plus d'une trentaine de menhirs sur une dizaine de sites différents). Il existe aussi des sites uniques en leur genre (Atlit Yam, Rujm el-Hiri).
En Asie centrale, en Sibérie et en Mongolie, les pierres de cerf sont datées de la fin du IIe millénaire av. J.-C. et du Ier millénaire av. J.-C.. Elles sont attribuées à des cultures indo-européennes comme la culture d'Andronovo et à des peuples de la steppe, comme les Scythes, qui élevèrent de nombreuses stèles anthropomorphes. De grandes chambres rectangulaires sont visibles dans le su de la Chine et en Mandouchourie. En Extrême-Orient, les dolmens de Corée sont datés du Ier millénaire. Au Japon des monuments mégalithiques apparaissent au IIIe siècle av. J.-C. et de gigantesques monuments impériaux de type mégalithique (Kofun) sont construits au IIIe siècle et IVe siècle.
En Inde, les monuments les plus anciens sont datés assez sommairement d'une période comprise entre le Néolithique final et le Chalcolithique indien (soit environ entre 1500 av. J.-C. et les premiers siècles de notre ère) mais de nombreux monuments, morphologiquement semblables sont beaucoup plus récents et datent du début du XXe siècle en Inde du sud (Kerala, Tamil Nadu), centrale (Rajasthan, Bihar, Orissa, Madhya et Andhra Pradesh) et au nord-est (Nagaland, Meghalaya). Ces communautés érigent trois types de mégalithes. Les pierres levées, de tailles diverses, composant des alignements rectilignes ou des enceintes (carré, cercle), correspondent à des stèles commémoratives élevées en souvenir des défunts ou pour honorer des personnages importants (Nagaland). Les tables de pierre, dont la forme rappelle celle des dolmens, ont rarement une vocation funéraire mais elles sont associées aux pierres levées et peuvent s'apparenter à des autels où sont déposées des offrandes. Les coffres de pierre, exclusivement funéraires, sont propres aux ethnies Nagas et aux Khasi.
En Indonésie, l'érection de mégalithes, parfois très décorés, faisait encore partie des traditions culturelles de l'île de Nias au siècle dernier. Des mégalithes étaient aussi érigés pour la commémoration des défunts d'origine noble afin qu'ils puissent rejoindre leurs ancêtres dans l'au-delà. L'érection de ces monuments préludait à un festin rituel. Quelques traces de mégalithisme funéraire existent à Bornéo.

### Amérique
En Colombie, des mégalithes ont été découverts en plusieurs groupes isolés dans la région de San Augustin. Leur édification s'étale du VIe siècle av. J.-C. jusqu'au XVe siècle. Au Brésil, une équipe d'archéologues brésiliens a découvert sur le site de Calçoene (État amazonien d'Amapá), un site mégalithique qui pourrait correspondre à un observatoire astronomique daté de 2 000 ans.

## Interprétations historiques

### Au Moyen Âge: l'hypothèse surnaturelle
En raison des matériaux utilisés, pierres principalement, beaucoup de constructions mégalithiques ont malgré les destructions traversé les âges alors même que leur signification originelle était perdue. Durant l'Antiquité et les débuts de l'Europe chrétienne, elles ne se rattachent à aucune référence connue, alors même que leur nature imposante ne les rend pas invisibles elles demeurent énigmatiques. Dès lors, les mégalithes vont inspirer les légendes populaires qui leur donnent les origines les plus diverses. Leur caractère monumental ne peut s'expliquer que si leurs bâtisseurs disposaient de pouvoirs surnaturels : œuvres de saints chrétiens ou de la Vierge Marie, ou au contraire du Diable, constructions réalisées par des géants (dont Gargantua), des fées, des nains, des lutins... ou toute autre créature surnaturelle du folklore local.

### À l'époque moderne: l'hypothèse celte
Fin XVIIe siècle/début XVIIe siècle, la redécouverte de l'Antiquité entraîne l'essor des premières fouilles archéologiques. Là où la civilisation gallo-romaine a été moins présente, les monuments qui semblaient les plus anciens étaient les mégalithes. Pétris de culture classique, les érudits de l'époque attribuèrent naturellement l'origine des mégalithes aux seuls peuples connus avant les Romains, c'est-à-dire aux Celtes. En Angleterre, William Stukeley publie en 1725 un ouvrage Itinerarium curiosum, où il s'intéresse tout particulièrement au site de Stonehenge, et développe l'idée que les mégalithes sont liés aux druides celtes. En France, plusieurs érudits bretons lui emboîtent le pas selon la même logique : de Robien en 1753-1754 avec sa Description historique, topographique et naturelle de l'ancienne Armorique ou Petite Bretagne, Théophile-Malo de La Tour d'Auvergne-Corret en 1792 avec ses Nouvelles recherches sur la langue, l'origine et les antiquités des Bretons pour servir l'histoire de ce peuple, Jacques Cambry en 1805 avec un ouvrage au titre explicite Monuments celtiques ou recherches sur le culte de pierres.
L'hypothèse celte va prospérer tout au long du XIXe siècle, atteindre son paroxysme à la fin du XIXe siècle sous la forme d'une véritable celtomanie et perdurer jusqu'au début du XXe siècle alors même que l'essor des études préhistoriques démontre l'existence de manifestations anthropiques encore plus anciennes. Ultime avatar de cette théorie passée, dans la célèbre bande dessinée Astérix, publiée au début des années 1950, mais riche en anachronismes, Obélix est un tailleur / livreur de menhirs.

### Études contemporaines
Si l'on considère le grand nombre de monuments mégalithiques que l'on peut observer à travers le monde, et qui ont survécu aux multiples facteurs de destruction (notamment ceux de l'homme lui-même) auxquels ils ont été confrontés au cours des siècles, il semble bien que l'on puisse considérer que les motifs qui ont abouti à leur construction aient eu une importance considérable pour l'humanité, tant aux premières époques de son développement qu'à l'heure actuelle.

#### Origine et diffusion

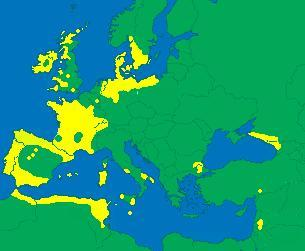
Extension du mégalithisme en Europe et dans le bassin méditerranéen en jaune.

Différentes hypothèses ont été émises quant à leur origine. De la fin du XIXe jusqu'aux 2/3 du XXe siècle, on a pensé qu'ils avaient été construits d'abord en un lieu particulier tel le Moyen-Orient. Montelius (1905) opte pour une origine dans le Proche-Orient ; Childe (1925,1940, 1950, 1958) reprend la position de Montelius et prône une diffusion par voie maritime ; Daniel (1960) imagine une expansion par le biais d'une élite de prêtres itinérants, depuis la Méditerranée vers le nord-ouest et l'Atlantique en passant par l'isthme pyrénéen puis de là vers la Grande-Bretagne, et plus tard par mer en contournant l'Espagne et le Portugal.
L'émergence de la datation au carbone 14 dans les études préhistoriques, et donc sur les mégalithes, contredit ce schéma de diffusion : les dates suggèrent une apparition plus ou moins simultanée dans plusieurs cultures, indépendamment les unes des autres. Renfrew (1977) bâtit sur ces nouvelles données une hypothèse selon laquelle cinq centres originels auraient été à l'origine des mégalithes : Portugal, Andalousie, Bretagne, sud-ouest de l'Angleterre, Danemark et peut-être Irlande.
En 2019 l'étude de l'archéologue suisse Bettina Schulz Paulsson, basée sur une approche statistique bayésienne sur 2 410 sites mégalithiques européens, avance que le berceau du mégalithisme en Europe serait la Bretagne : les mégalithes les plus anciens y auraient été assemblés vers 4 700 AEC, cette région abritant les premières structures monumentales pré-mégalithiques (tombes sans chambre mégalithique) ainsi que des structures dites « transitionnelles » (tumulus ronds recouvrant des sépultures à fosses, des cistes de pierre et des chambres sèches sans accès, quelques pierres étant agencées au-dessus d’un monticule de terre) issues d'une civilisation de chasseurs-cueilleurs. Le mégalithisme armoricain se serait ensuite diffusé à travers l’Europe puis les côtes africaines, par voie maritime, lors de trois vagues successives jusqu'à 3 000 AEC (vagues déterminées selon les datations et les similitudes techniques et architecturales). Cette hypothèse devrait être confirmée ou infirmée par des études de paléogénétique et d'autres preuves archéologiques.

#### Approche holistique
L'approche typologique qui a prévalu depuis les débuts des études modernes du phénomène mégalithique et jusqu'à la fin du XXe siècle a progressivement cédée la place à une approche plus holistique qui s'attache à étudier les monuments mégalithiques dans un ensemble de dispositifs architecturaux plus vastes.
La plupart des chercheurs concernés s'accorde aujourd'hui à leur reconnaître un rôle multiple, soit, par ordre d'importance, social, culturel (religieux et funéraire, les archéologues ne pouvant plus toujours mettre en évidence ce dernier rôle en raison de l'absence totale d'ossements disparus dans les régions de roches anciennes, aux sols trop acides), astronomique, astrologique, artistique, agricole, etc. Si toutes ces constructions ne possédaient pas toutes ces fonctions, elles révèlent une société organisée « sous la direction d'élites dirigeantes, princes ou prêtres, sachant organiser et inciter de gré ou de force des populations importantes, peut-être renforcées à l'occasion des cérémonies et des travaux religieux par des éléments exogènes ». Ces constructions créent ou maintiennent la cohésion du groupe, en indiquant aux nouveaux arrivés et aux gens de passage une capacité technique et humaine importante.

#### Approche paléogénétique

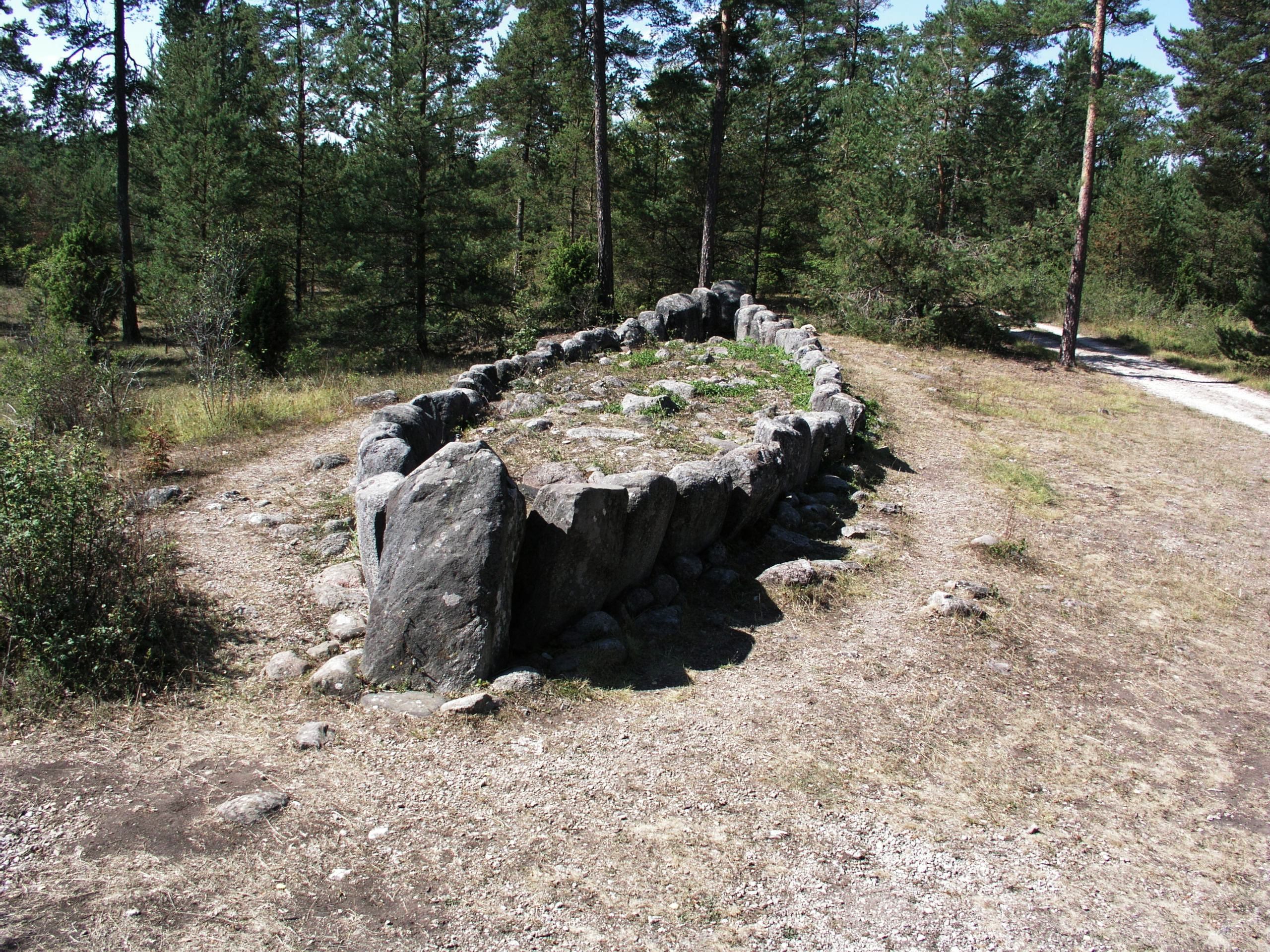
Tombe de Tjelvar en Suède

L'important mouvement culturel et démographique caractérisé par la construction de mégalithes est associé aux populations néolithiques. Une étude publiée en 2019 qui a séquencé le génome de 24 individus datés entre 3800 et 2600 av. J.C. appartenant à cinq tombes mégalithiques d'Europe du Nord en Irlande, dans les îles Orcades en Écosse et dans l'île de Gotland (Suède) montre que ceux-ci sont caractéristiques des fermiers néolithiques d'Europe, possédant une large proportion d'ascendance des premiers fermiers néolithiques venant d'Anatolie et une faible proportion d'ascendance de chasseur-cueilleurs de l'ouest de l'Europe (WHG) qui les ont précédés.
L'étude montre que les fermiers des différents sites mégalithiques depuis la péninsule Ibérique jusqu'à la Scandinavie présentent entre eux une affinité génétique plus importante qu'avec les fermiers néolithiques d'Europe centrale, ce qui suggère des mouvements de population le long de la façade atlantique pendant cette période.
Les résultats montrent également des haplogroupes mitochondriaux variés : K, H, HV, W, U5b, T et J alors que tous les hommes appartiennent à l'haplogroupe du chromosome Y I2a typique des chasseurs-cueilleurs européens du Mésolithique. Ce résultat pourrait faire penser à un processus de mélange génétique entre fermiers et chasseurs-cueilleurs biaisé avec plus d'hommes chasseurs-cueilleurs et plus de femmes fermiers pendant le néolithique moyen. Enfin, les résultats révèlent que ces tombes mégalithiques abritaient des familles patrilinéaires.

## Construction, destructions, conservation

### Météorisation prémégalithique et postmégalithique

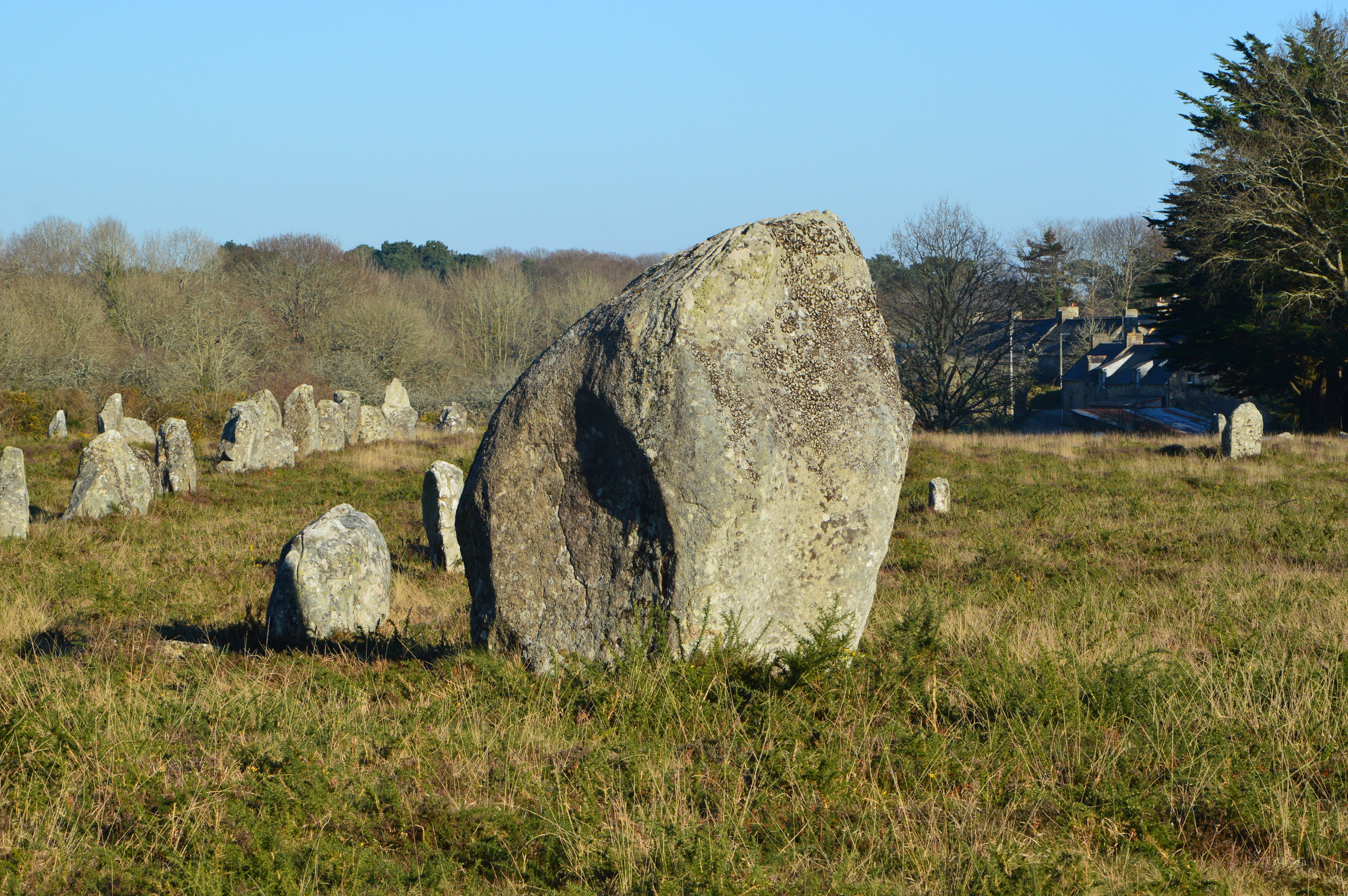
Menhir de l'alignement de Kerlescan avec vasque prémégalithique (sur la face d'affleurement en coupole) et cannelures postmégalithiques (tracées à partir du sommet et se développant exclusivement sur cette face) dont le creusement bénéficie des effets d'une préparation de cette surface rocheuse affleurante par la météorisation superficielle pendant des dizaines de milliers d'années a minima.

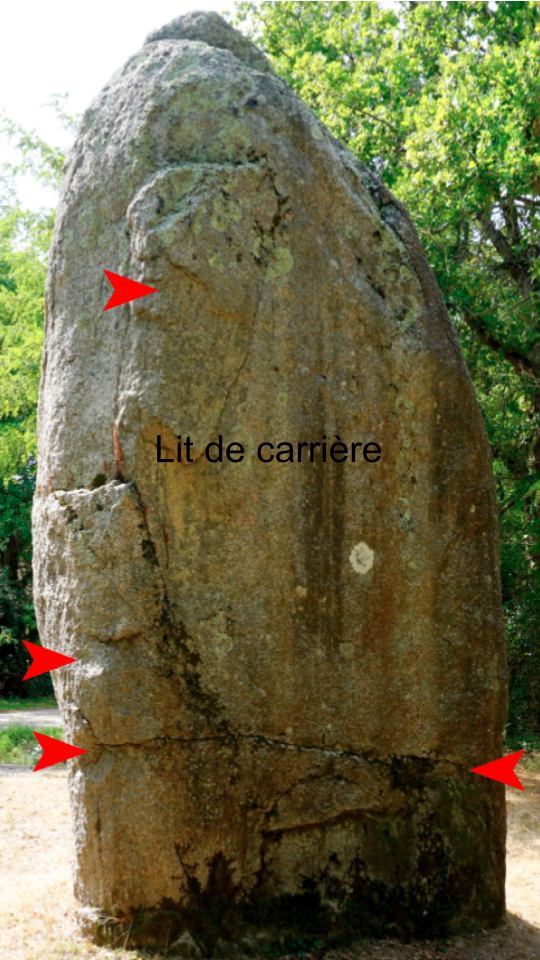
Le mégalithe central de l'alignement mégalithique de La Pierre présente des encoches de débitage (flèches rouges).

L'analyse des blocs utilisés pour construire un monument mégalithique renseigne sur leur origine et sur leur passé prémégalithique (types de blocs rocheux employés, opposition entre une face d'arrachement du lit de carrière et une face d'affleurement, micromodelés d'érosion prémégalithique). Le caractère anthropique de la face d'arrachement se caractérise par une rupture de forme entre les deux faces. Cette rupture est associée à des enlèvements de matière ou à des encoches de débitage  faites par les carriers du Néolithique pour détacher le bloc du substratum. Ces carriers savent en effet exploiter les discontinuités naturelles au sein des roches (plans de stratification des roches sédimentaires telles que les grès ou les calcaires, plans de schistosité des roches métamorphiques, plans de faiblesse — plans de failles, de diaclases — liés à l'anisotropie des roches magmatiques qui se présentent sous forme de filons ou de massifs de granitoïdes),. Les études technologiques cherchent à reconnaître les processus d'acquisition, de transformation et d'utilisation des blocs mégalithiques provenant du partage d'affleurements rocheux ou d'exploitation de carrières.
Les blocs prémégalithiques peuvent être classés en plusieurs catégories : blocs sans face d'affleurement (dalles de forme géométrique, aux contours anguleux), blocs sans face d'arrachement, blocs à face d'arrachement et à face d'affleurement opposées (bloc à coupole, bloc à coupole et à piédestal, bloc à coupole et à encoche selon la forme d'érosion prémégalithique, d'ordre métrique, exercée sur la face d'affleurement).
Les mégalithes présentent à leur surface deux types de microformes : les formes d’érosion postmégalithiques et  prémégalithiques. Les premières « comprennent deux séries de marques, assez communes : des marques de météorisation superficielle (surfaces désagrégées, plaques de desquamation) et des formes d’évidement mineures, creusées à partir du sommet des menhirs (vasques, sillons, cannelures, pseudolapiés) ; elles fournissent un marqueur de la vitesse de l’érosion des granites en milieu tempéré ; elles fournissent également des arguments pour interpréter comme un ancien mégalithe un bloc rocheux renversé et isolé dans son état actuel. Les formes d’érosion prémégalithiques correspondent, pour leur part, à des vasques latérales, actuellement disposées à la verticale le long des menhirs, mais antérieurement creusées à l’horizontale, au sommet des blocs rocheux prémégalithiques utilisés comme menhirs ».

### Extraction, transport, érection

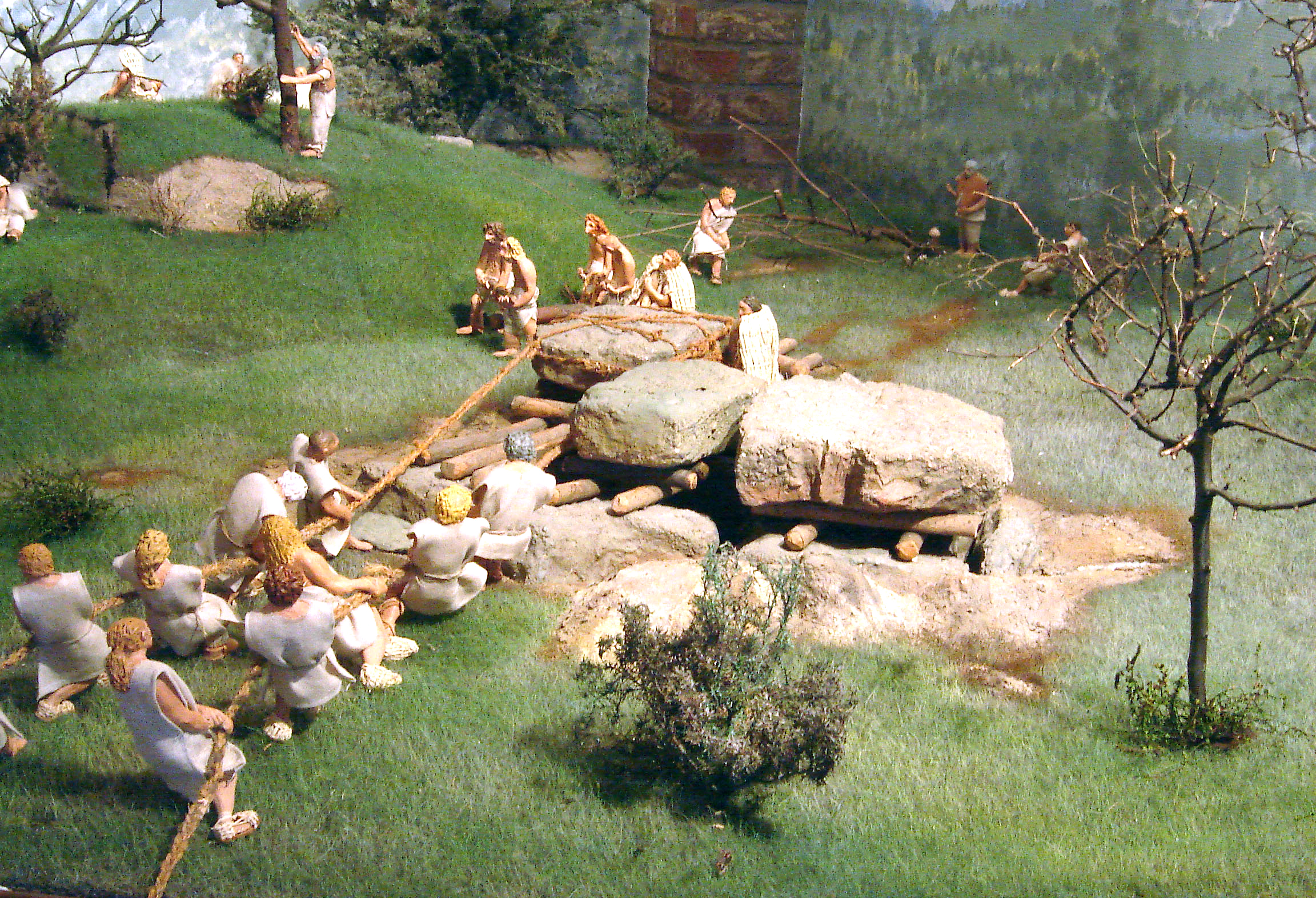
Maquette de la construction du mégalithes du domaine de Wéris, du musée des Mégalithes de Wéris en Belgique.

Sur le plan géologique, la cristallisation et le refroidissement d'intrusions de roche plutonique crée des fissures d'origine tectonique (réseau de failles de retrait à l'origine de chaos, réseau conjugué de plusieurs plans de diaclases) qui peuvent former, sous l'effet de l'érosion qui fait affleurer la roche, un débit de cette roche en forme de lames plus ou moins arrondies facilement extractible et donnant un mégalithe.
« Sauf pour l'exploitation des roches en carrières, la fouille apporte peu d'indications sur la façon dont furent jadis construits les monuments mégalithiques. On est réduit à des démarches indirectes qui sont d'ailleurs suggestives, ne serait-ce que sur le plan des structures sociales concernées. ».
« En Bretagne, tout au moins, la densité des menhirs et des tombes mégalithiques est directement fonction de la nature du sol ou de la proximité des matériaux ».

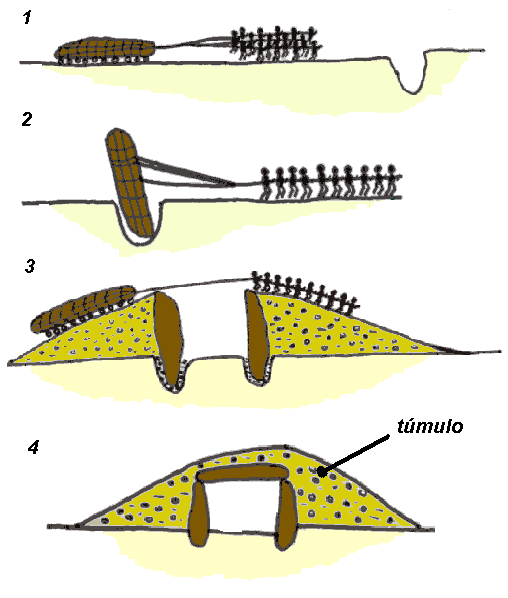
L'hypothèse selon laquelle les tumulus auraient servi de rampe pour la mise en place de la table d'un dolmen est controversée.

En ce qui concerne l'extraction, des bois de cerf aménagés en pics ont pu permettre l'extraction des blocs en élargissant les fissures naturelles ou les plans de stratification. Des percuteurs en silex ou en chaille ont pu servir à enfoncer les pics dans la roche ou à la mettre en forme par bouchardage, tandis que les omoplates de bovidés ont pu être utilisées comme pelles. L'emploi de coins en pierre et de coins en bois, mouillés, permettait de gonfler et déliter le banc rocheux, l'élargissement des fissures étant complété par l'action de leviers. Le néolithique final, vers le milieu du IIIe millénaire av. J.-C., est marqué en Bretagne par une révolution technique avec « l'utilisation systématique du feu pour le débitage. De grands brasiers sont allumés au front de taille pour aider à la rupture des joints. ».
En ce qui concerne le transport et l'érection, les techniques sont diverses : pour le transport par voie d'eau pour les grandes distances (transport maritime puis fluvial), les apports de l'archéologie expérimentale plus significatifs que la grande rareté des principaux témoins archéologiques en bois, suggèrent que les embarcations en charpente de bois de type barge sont plus aptes que les pirogues monoxyles et les radeaux à transporter les grands menhirs en mer. Le transport terrestre sur le continent peut se faire par roulage sur des chemins de ripage en rondins voire en troncs pour les blocs de plus de 100 tonnes, par glissement sur sol gelé, par des traîneaux ou des sortes de rails en troncs de chêne, par la technique du panglong en Asie du Sud-Est. Des coins, perches et cordages (cordes en fibre végétale tressée, en racines souples de sapin, de lierre et de viorne, qui sont trempées, martelées puis tressées) permettent de manipuler et d'élever ces blocs. Cependant, ces théories appuyées par l'archéologie expérimentale ne permettent d'expliquer le transport de blocs que de faible tonnage et que sur des pentes très faibles.

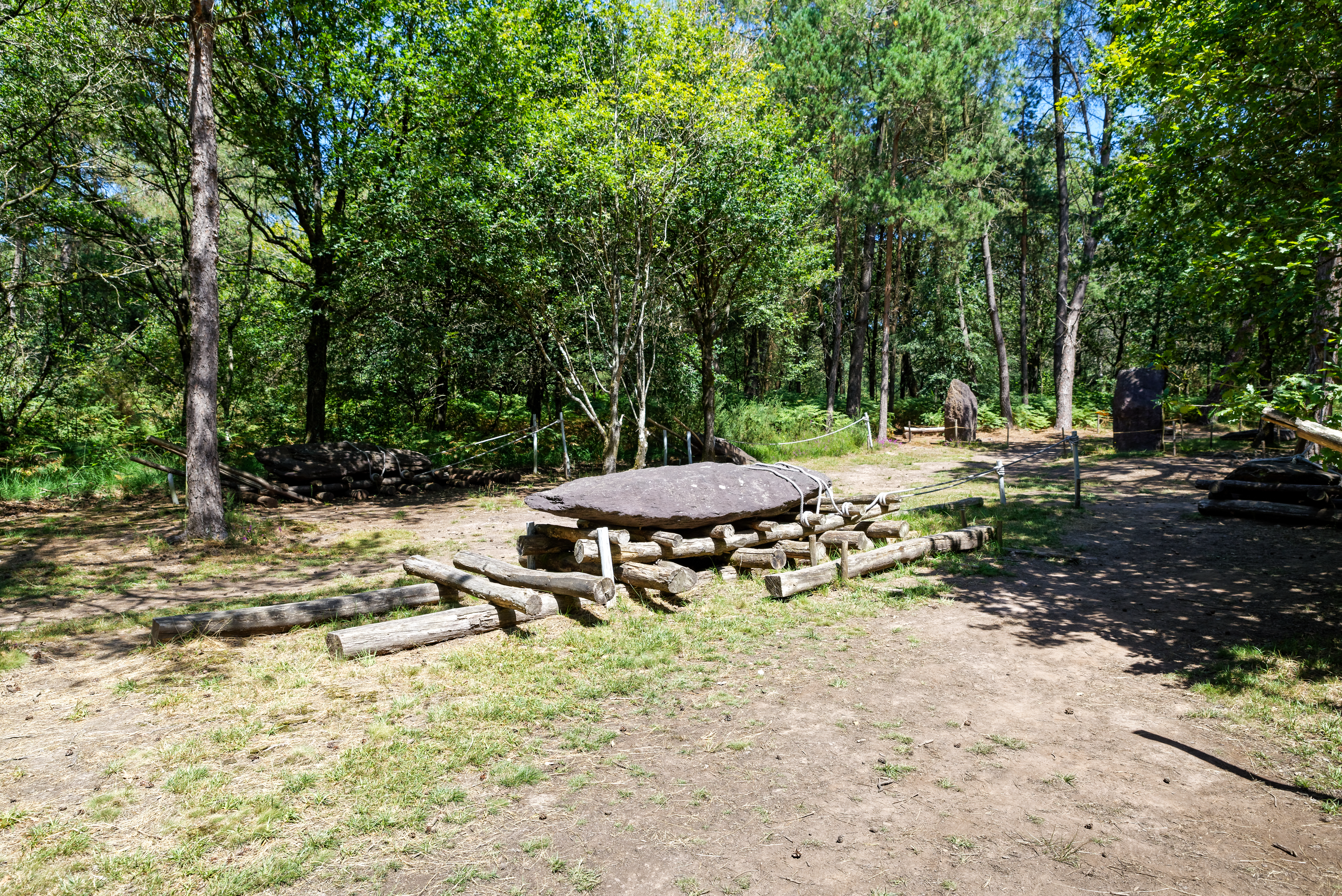
Reconstitution du déplacement d'un menhir (menhirs de Monteneuf, archéosite de Brocéliande).

La mise en place des dalles de couverture sur des piliers verticaux peut se réaliser à l'aide de rampes ou plans inclinés, voire d'échafaudages. Après basculement du menhir dans sa fosse, ce mégalithe peut être relevé à l'aide d'une chèvre de levage, puis solidement maintenu par des « blocs de calage ».
Il ne semble pas que les bœufs aient été employés pour tracter, bien que le joug ait été connu au Néolithique. Les chercheurs pensaient que le transport et l'érection des mégalithes nécessitaient une main-d'œuvre importante réunie au cours de festivités ou cérémonies. L'expérimentation réalisée par Jean-Pierre Mohen en 1979 à Bougon a bousculé plusieurs idées reçues sur les investissements en temps et en main-d'œuvre, sur l'usure, ou sur la densité des populations qui auraient participé aux travaux. Des expériences similaires ont montré que des effets importants peuvent aussi être accomplis avec peu de personnes, bien que lentement,.

### Destructions et conservation
On estime que sur les 50 000 mégalithes ayant été érigés en Europe de l'Ouest et du Nord, environ 10 000 subsistent à notre époque.
Si la dégradation des édifices mégalithiques est en partie imputable aux outrages du temps, les destructions résultent le plus souvent d'une action humaine volontaire, parfois très ancienne. Dès le Néolithique, dès lors qu'un site n'avait plus d'usage funéraire, ses blocs de pierre pouvaient être récupérés ou détruits symboliquement. Au cours des siècles, les monuments ont pu connaître des agrandissements, des utilisations plus ou moins continues, des destructions naturelles (chute des menhirs, phénomène d'érosion progressive) ou anthropiques (lutte de l'Église chrétienne contre le culte païen des pierres, enfouissement et destruction quand les mégalithes gênaient les cultures, prélèvements et réemploi des pierres dans des constructions contemporaines (édifices militaires, églises, maisons, clôtures, voirie...).
Beaucoup de monuments funéraires furent pillés dès l'Antiquité. Émile Cartailhac évoque un passage de Cassiodore qui attribue aux Goths l'habitude de faire ouvrir les tombeaux anciens, pour en voler les trésors supposés y être cachés tout en veillant à respecter la cendre des morts.

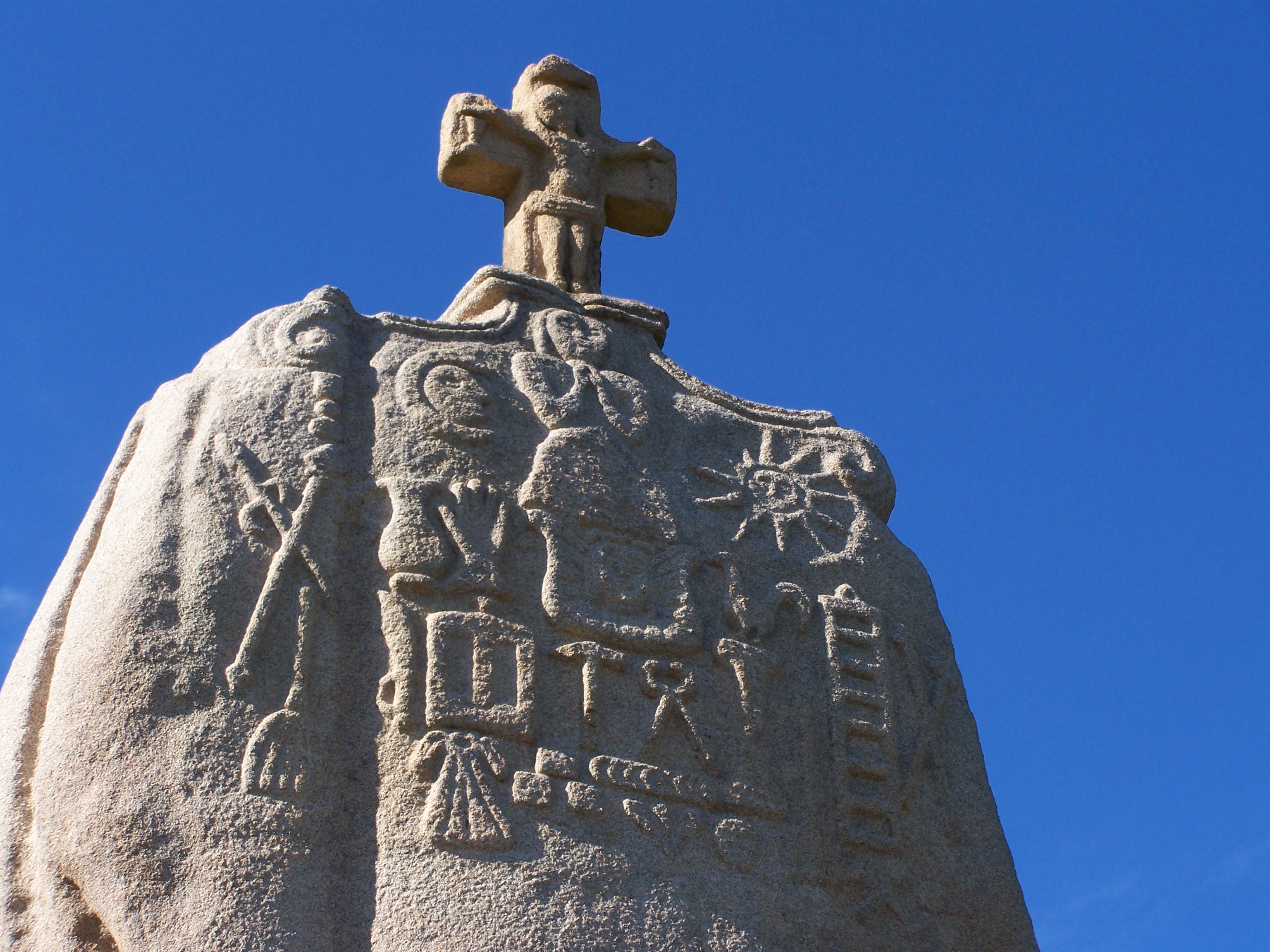
Menhir de Saint-Uzec ayant fait l'objet d'une christianisation.

Dans sa volonté de faire disparaître toute trace de paganisme, l'Église chrétienne fut l'une des plus grandes destructrices de monuments mégalithiques. L'histoire du christianisme est en effet marquée à ses débuts par la lutte des premiers évangélisateurs et prédicateurs qui proscrivent le culte des pierres, considéré comme une forme d'idolâtrie, sous peine d'anathème. Du Ve au IXe siècle, des lois romaines (Code de Théodose en 438) puis les canons de conciles et des édits royaux fulminent contre le culte des pierres (et aussi des autres éléments naturels comme les arbres, les sources et les fontaines, à l'instar des idoles). Ces textes ordonnent de renverser celles auxquelles on rend hommage, de les détruire ou, devant cette tâche quasi impossible, de les enfouir de façon que les fidèles ne puissent les retrouver. Dès 452, le concile d'Arles condamne comme sacrilège toute personne allumant des flambeaux ou rendant un culte quelconque près de ces pierres. En 567, le concile de Tours renouvelle cette condamnation. En 658, le concile de Nantes ordonne aux évêques de faire démolir les édifices qui font encore l'objet d'un culte et d'en faire transporter les pierres dans des endroits perdus où nul ne les retrouvera. En 789, un décret de Charlemagne exècre devant Dieu ceux qui leur rendent un culte. Par la suite, l'Église adopte des méthodes moins violentes, comme la christianisation des menhirs qui sont ainsi intégrés au culte par syncrétisme religieux, ou le déplacement des pierres, redressées auprès de chapelles ou réemployées dans des sanctuaires chrétiens,.
En dehors d'une volonté délibérée de destruction, diverses actions humaines contribuent à une dégradation inexorable, notamment dans le cas des dolmens : destruction des tumulus qui protègent les édifices mais gênent les cultures, récupération partielle des pierres pour la construction et les travaux de voiries… Ces destructions s'accroissent considérablement avec le développement du machinisme agricole à partir du milieu du XXe siècle. L'utilisation de la dynamite au XIXe siècle et les remembrements agricoles du XXe siècle seraient responsables des trois quarts des destructions des mégalithes bretons.
Autant de facteurs qui expliquent que le touriste ou promeneur pense à tort que les mégalithes d'un site reflètent une physionomie immuable alors qu'ils ne constituent pas toujours un ensemble figé,,.
Dès la fin du XIXe siècle sont établis des cartes archéologiques et des inventaires qui permettent de recenser le patrimoine mégalithique et conduisent les autorités administratives à protéger certains édifices au titre des monuments historiques.

## Art mégalithique
« L'art mégalithique suit étroitement l'architecture, aussi bien que les particularismes régionaux. Trois grands ensembles essentiels se le partagent, l'Irlande, la façade atlantique continentale et la péninsule ibérique, avec des divergences chronologiques et des variantes régionales internes. Certains signes sont internationaux et se retrouvent dans ces trois grands ensembles »

.

### Le mégalithe comme support artistique

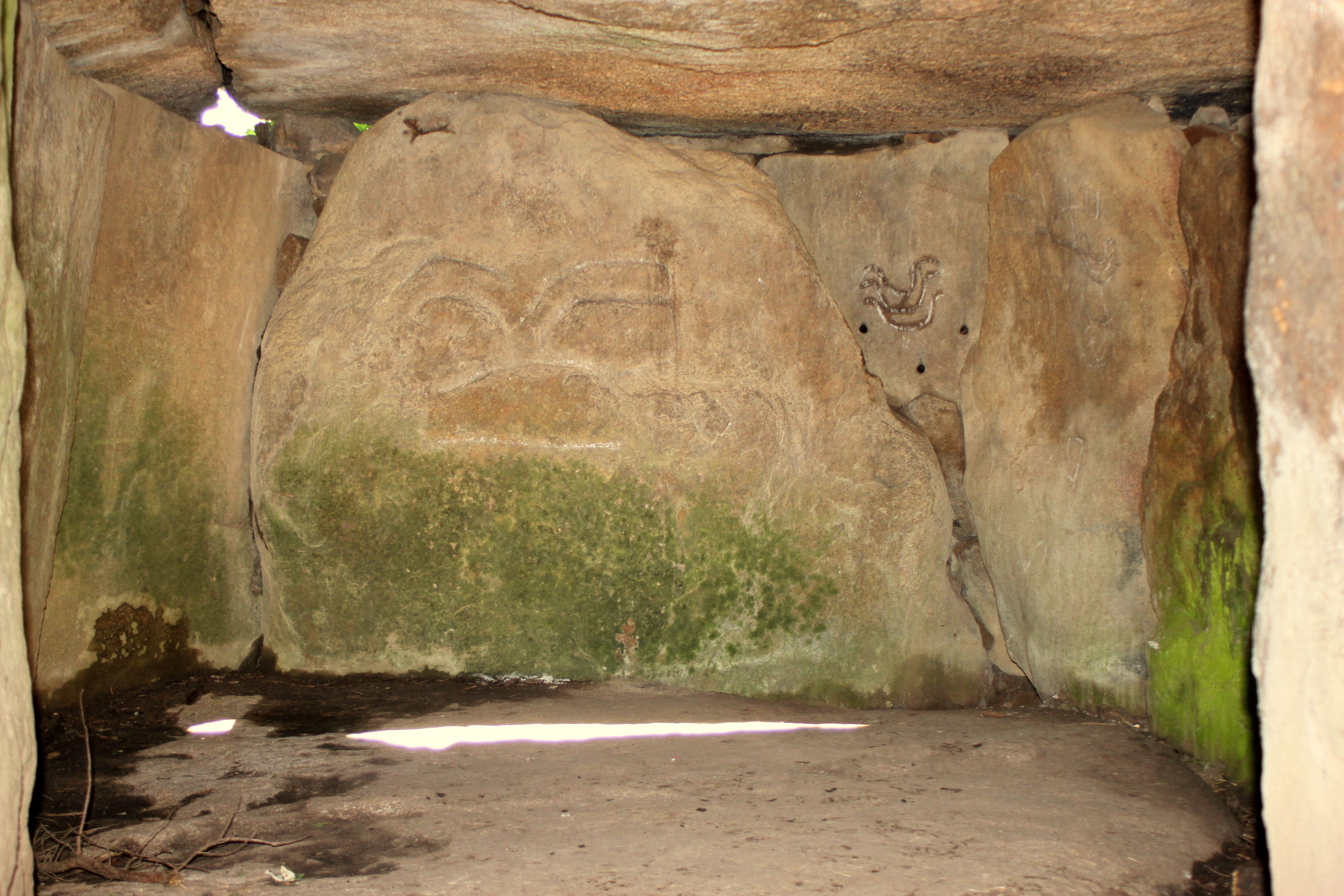
Figure du cachalot sur la dalle de chevet du Tumulus du Mané-Lud.

Si la fonction première de l'architecture mégalithique n'est le plus souvent probablement pas directement artistique, le mégalithe est parfois le support privilégié de l'art de son époque. Les orthostates des dolmens et les menhirs peuvent être ornés de gravures très complexes. Cette ornementation peut aussi résulter du réemploi d'une dalle gravée issue d'un autre monument sans qu'il soit possible de savoir s'il s'agit d'une démarche purement utilitaire (économie de matériau) ou délibérée (charge symbolique). Le réemploi n'est pas exceptionnel, il peut même être systématique (Petit-Mont). L'art des tombes à couloir résulte en grande partie de la récupération de pierres décorées, primitivement installées à l'air libre. Certains auteurs (L'Helgouac'h, J. Lecornec ) ont pu y voir une forme d'iconoclasme mais rares sont les symboles qui ont été masqués ou endommagés, mais des motifs anciens peuvent être retouchés pour en constituer de nouveaux (Dissignac).
Les données disponibles sont souvent faussées car l’art gravé est plus rare sur les menhirs que dans les tombes, en raison de leur exposition aux phénomènes atmosphériques, en particulier la météorisation des granites qui fait disparaître nombre de tracés. L'altération des représentations peintes est encore plus importante, au point que la tradition historiographique a longtemps ignoré l'existence de l'art pictural mégalithique, pourtant bien attesté dans l’art mégalithique ibérique : peinture à l'ocre rouge essentiellement, avec diverses nuances et complément avec de la peinture noire au manganèse. De nouvelles méthodologies spécifiques permettant de détecter des motifs picturaux révèlent que cet art pictural symbolique mais aussi décoratif est plus développé que les archéologues ne pensaient, même dans des régions les moins fournies en architectures mégalithiques.
Certains mégalithes peuvent également avoir été sculptés et présenter une forme anthropomorphe, s'apparentant ainsi à de véritables statues préhistoriques. Ainsi, les statues-menhirs, dont le décor sculpté ou gravé est parfois très riche, sont parfois sexuées par la représentation d'un attribut anatomique (figuration des seins pour les femmes) ou d'attributs spécifiques (rangs de colliers, armes) qui permettent une distinction homme/femme.

### Corpus des signes gravés

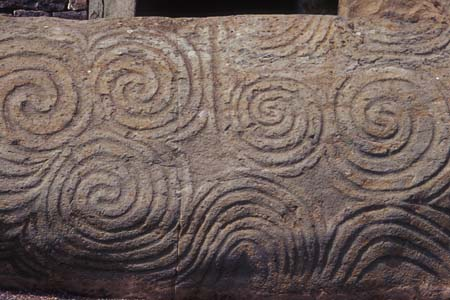
Pierre gravée à l'entrée du site de Newgrange.

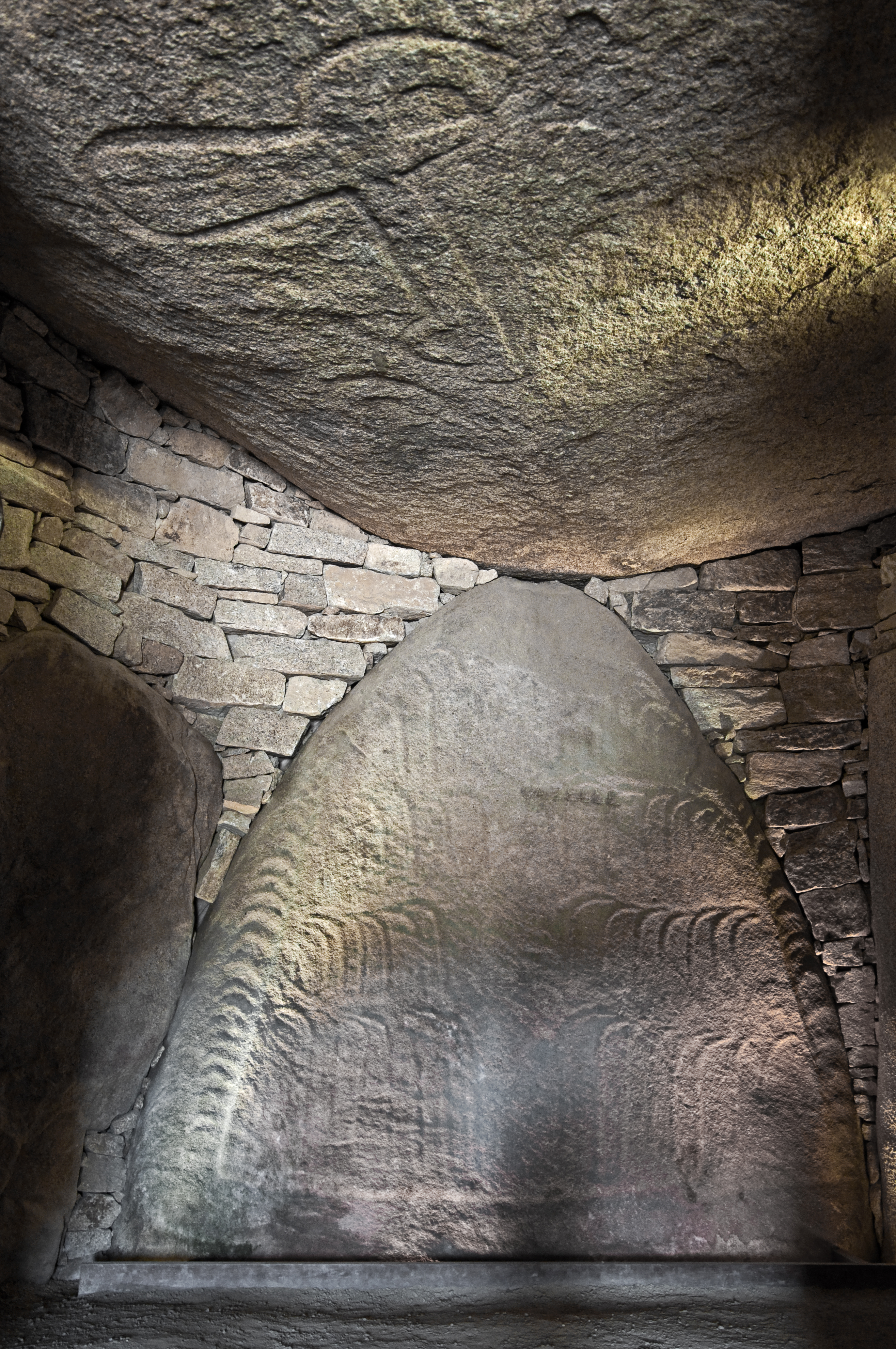
Dalles de chevet et de couverture de la Table des Marchand.

Le corpus des signes gravés les plus fréquents comprend, : 
- des motifs en zigzag (serpentiformes) : selon les auteurs, ils peuvent évoquer des serpents (théorie de l’ophiolâtrie de William Stukeley et Maudet de Penhouët), des tentures ou les ondes sur l'eau ;
- des motifs en « U » ou en « W », à branches droites ou retroussées, appelés aussi « corniformes » ou « jugiformes » en raison de la ressemblance qui leur est prêtée avec des encornures de bovidés ou avec des jougs d'attelage ;
- les crosses, isolées ou parallèles appelées aussi crosserons (quand la volute est peu recourbée) ou « épis de blé » (Le Rouzic) : très fréquemment représenté, probable objet réel à l'origine[Note 14] considéré a priori comme un attribut prestigieux, un insigne de pouvoir ;
- les haches (emmanchées) : leur identification est largement admise mais leur signification fait débat, l'association des haches et des crosses est fréquente[86] ;
- les haches-charrues : la dénomination évoque la dimension agraire du Néolithique et pourrait symboliser la fécondité, cette identification longtemps largement admise a depuis été contestée par Serge Cassen (motif du cachalot) ;
- les arcs et flèches ;
- les « cartouches » : on désigne sous ce vocable emprunté à l'égyptologie des motifs quadrangulaires aux angles arrondis, lorsqu'ils sont séparés par une ligne verticale médiane avec un double arrondi sommital on parle de « tables de la Loi » ;
- la déesse-mère ou idole néolithique ;
- les motifs scutiformes appelés aussi « palettes » ou « écussons » ;
- les soléiformes : signes solaires, cercles simples ou concentriques ;
- les arboriformes ;
- les cupules[Note 15] ;
- les signes zoomorphes (bovinés) ou anthropomorphes.

La plupart des interprétations proposées par différents auteurs sont faites en dehors de tout cadre méthodologique : le corpus de l'art mégalithique n'est pas normalisé, obsolète et entaché d'interprétations individuelles. Les interprétations qui en sont faites restent invérifiables et relèvent de la spéculation. Il en est de même d'une prétendue évolution stylistique vers une géométrisation des signes, alors que la schématisation au moyen de signes simples est une pratique élementaire universelle. Pour être interprétées, ces iconographies préhistoriques doivent être réinsérées dans leur contexte archéologique et culturel mais le contexte idéologique de l'érection des monuments mégalithiques se soustrait aux chercheurs, comme pour les autres domaines de la Préhistoire, et de nombreux signes échappent à toute typologie. Beaucoup d'interprétations sont avancées par divers spécialistes dans des disciplines diverses (ethnologie, histoire des religions, mythologues) consistant à plaquer sur un contexte préhistorique « un jargon artificiel composé de mots australiens, esquimaux ou bantous prononcés à l'européenne ».

« Il y a dans ces pictographies d'autres ressemblances, qu'on ne peut désigner que par le mot « universelles ». (...) Ces considérations doivent rendre très sceptiques a priori sur les trop faciles hypothèses d'origine ou d'emprunts des signes que l'on observe. Faute de les avoir prises en garde, on se laisse facilement entrainer, comme cela a été fait, à chercher en Bretagne la source des gravures rupestres de la Nouvelle-Calédonie »

.